# Aphidoidea
Vous lisez un « bon article » labellisé en 2020.
Pucerons
Super-famille
Synonymes
- Aphidoida Latreille, 1802
- Aphidoïdae

Familles de rang inférieur
- Aphididae Latreille, 1802
- † Bajsaphididae Homan, Zyla & Wegierek, 2015
- † Canadaphididae Richards, 1966
- † Cretamyzidae Heie, 1992
- † Drepanochaitophoridae Zhang & Hong, 1999
- † Oviparosiphidae Shaposhnikov, 1979
- † Sinaphididae Zhang, Zhang, Hou & Ma, 1989

Les pucerons sont de petits insectes suceurs de sève qui représentent la super-famille des Aphidoidea, de l'ordre des Hémiptères.
Le cycle de vie type des pucerons implique des femelles incapables de voler donnant naissance à des nymphes femelles sans la participation des mâles (parthénogenèse) ; les nouvelles-nées peuvent être déjà gravides, un comportement nommé « développement télescopique ». La reproduction étant prolifique, le nombre de ces insectes se multiplie rapidement, et une fois la population bien développée, des femelles ailées naissent afin de coloniser de nouveaux milieux. Dans les régions tempérées, une phase de reproduction sexuée a lieu à l'automne, les insectes passant souvent l'hiver sous forme d'œufs.
Le cycle de vie de certains pucerons implique une alternance entre deux espèces de plantes hôtes, par exemple entre une culture et une plante ligneuse. Certaines espèces se nourrissent d'un seul type de plante, tandis que d'autres sont généralistes et colonisent de nombreux groupes de plantes. Environ 5 000 espèces de pucerons ont été décrites, toutes comprises dans la famille des Aphididae (les autres familles d'Aphidoidea sont toutes éteintes). Environ 400 d'entre elles se trouvent sur des cultures vivrières et des plantes à fibres, et beaucoup sont de sérieux parasites pour l'agriculture et la sylviculture, ainsi qu'une gêne pour les jardiniers. Certaines familles de fourmis ont construit une relation mutualiste ayant mené à une coévolution avec les pucerons, les élevant et les protégeant des prédateurs afin de récolter leur miellat.
Les pucerons sont parmi les insectes nuisibles les plus destructeurs pour les plantes cultivées dans les régions tempérées. En plus d'affaiblir la plante en aspirant sa sève, ils agissent comme vecteurs de virus végétaux et défigurent les plantes ornementales en y déposant du miellat et par la croissance ultérieure de fumagine. En raison de leur capacité à augmenter rapidement leur nombre par reproduction asexuée et développement télescopique, ils constituent un groupe d'organismes très performant d'un point de vue écologique.
La lutte contre les pucerons n'est pas facile. Les insecticides ne donnent pas toujours des résultats fiables, étant donné leur résistance à plusieurs classes d'insecticides et le fait que les pucerons se nourrissent souvent sur la face inférieure des feuilles. À l'échelle du jardin, des jets d'eau et des pulvérisations de savon sont assez efficaces. Les ennemis naturels du puceron sont les coccinelles prédatrices et leurs larves, les larves de syrphes, les guêpes parasitoïdes, les larves de Cécidomyie du puceron, les araignées-crabes, les larves de Névroptères et les champignons entomopathogènes. Une stratégie de lutte intégrée contre les parasites utilisant des moyens biologiques peut fonctionner, mais elle est difficile à réaliser, sauf dans des environnements fermés comme les serres.

## Anatomie

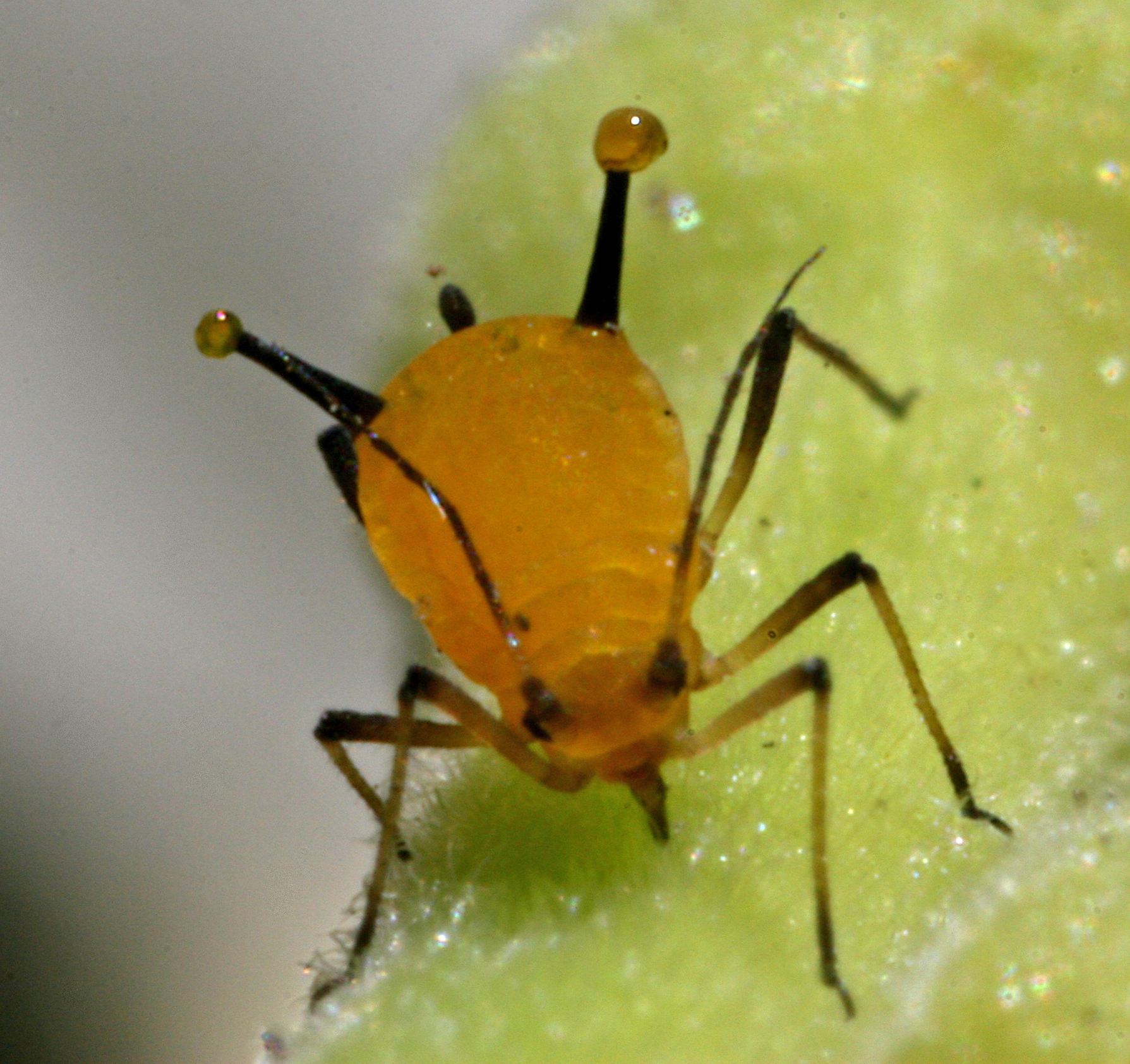
Puceron dont les cornicules sécrètent de la cire.

Les pucerons sont de petits insectes mesurant généralement entre 1 et 4 millimètres, dont le corps mou peut être vert, noir, brun, rose ou presque incolore. Leur tête est ornée d'antennes composées de deux segments basaux courts et larges et jusqu'à quatre segments terminaux minces. Chacun des yeux composés comporte un tubercule oculaire à l'arrière et au-dessus, constitué de trois lentilles (appelées triommatidia). Les pucerons se nourrissent de sève en utilisant des pièces buccales suceuses appelées stylets, enfermées dans une gaine appelée rostre, qui est formée à partir de modifications de la mandibule et du maxillaire des pièces buccales de l'insecte. Les pièces buccales ou les yeux peuvent être difficilement visibles voire manquants chez certaines espèces et formes.
Ils ont de longues et fines pattes avec un tarse à deux articulations et deux griffes. La plupart des pucerons possèdent une paire de cornicules (siphunculi), des tubes abdominaux situés sur la surface dorsale de leur cinquième segment abdominal, par lesquels ils exsudent des gouttelettes d'un liquide défensif à durcissement rapide, contenant des triglycérides, appelé cire de cornicule. D'autres composés défensifs peuvent également être produits. Ils ont une protubérance en forme de queue appelée caudale au-dessus de leurs ouvertures rectales,.
La majorité des espèces est dépourvue d'ailes mais lorsque la qualité de la plante hôte devient mauvaise ou que les conditions atmosphériques deviennent difficiles, certaines espèces produisent une progéniture ailée (alates) qui peut se disperser vers d'autres sources de nourriture.

## Étymologie et dénominations
En 1758, Carl von Linné donne à l'espèce le nom latin aphis, aphides au pluriel. L'origine de ce nom n'est pas claire, mais il pourrait provenir du grec apheidēs, signifiant « sans parcimonie », en référence soit à la vitesse de reproduction des pucerons soit à leur appétit.
Le mot « puceron » est un diminutif de « puce ». Au XVIe siècle, on retrouve également les noms « pulçon » et « pulçot ».

## Systématique

### Histoire des fossiles

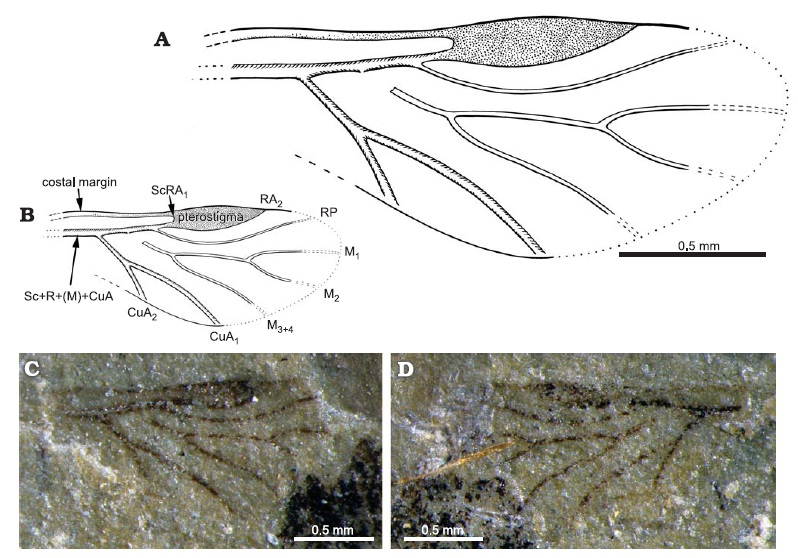
Avant-garde du puceron Vosegus triassicus du début du Trias moyen.

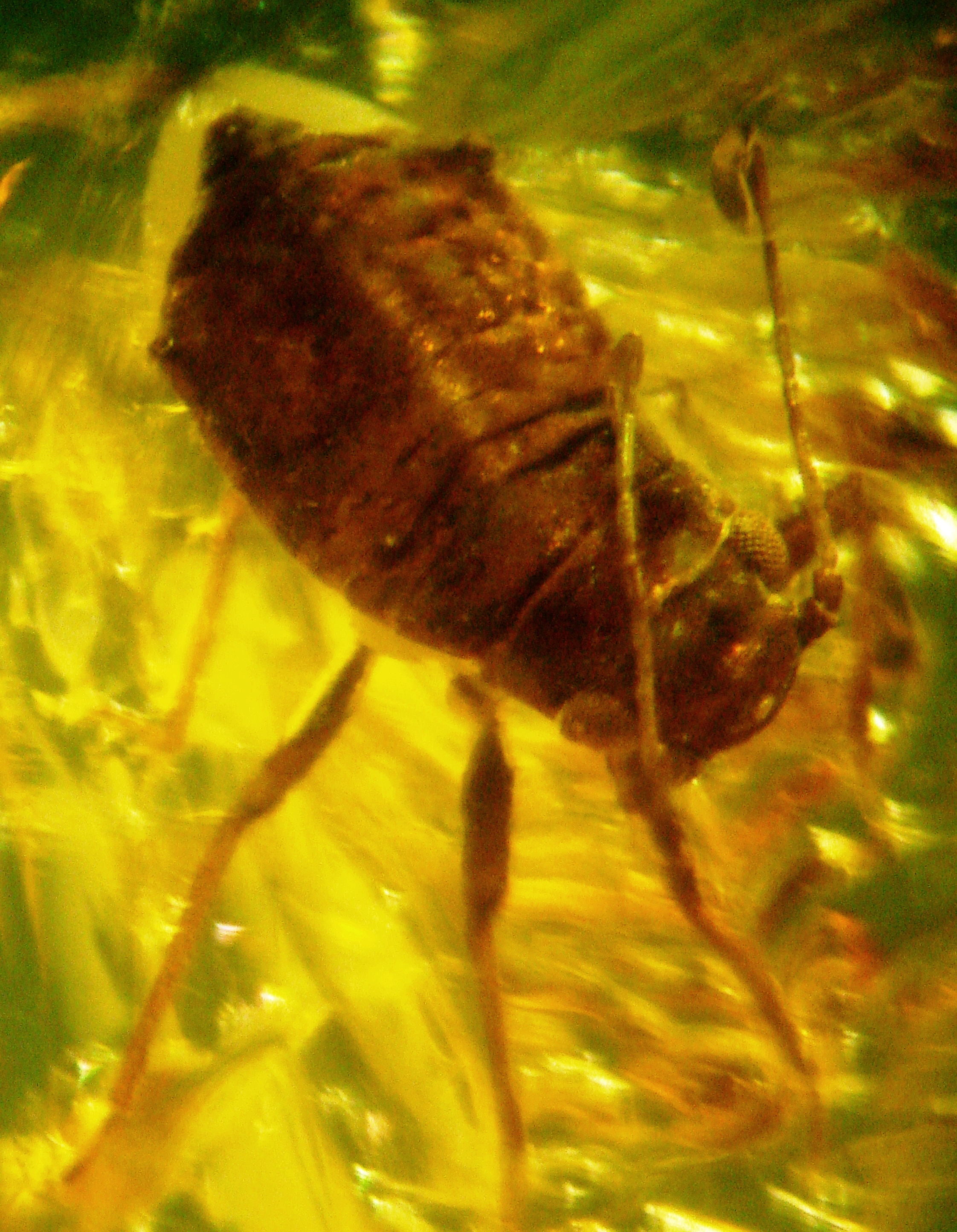
Un puceron fossilisé dans de l'ambre de la Baltique de l'Éocène.

Les Aphidoidea, ainsi que les familles des Adelgidae et des Phylloxeridae étroitement apparentées, ont probablement évolué à partir d'un ancêtre commun il y a environ 280 millions d'années, au début de la période permienne. Ils se nourrissaient probablement de plantes telles que des Cordaitales ou des Cycadophytes (Cycadophyta). Le plus ancien fossile connu est celui de l'espèce Triassoaphis cubitus, datant du Trias. Avec leur corps mou, les Aphidoidea ne se fossilisent pas bien ; il arrive cependant qu'ils se coincent dans des exsudats végétaux qui se solidifient en ambre. En 1967, lorsque le professeur Ole Engel Heie écrit sa monographie Études sur les pucerons fossiles, une soixantaine d'espèces du Trias, du Jurassique, du Crétacé et surtout du Tertiaire sont décrites, l'ambre de la Baltique apportant une quarantaine d'autres espèces. Le nombre total d'espèces augmente considérablement avec l'apparition des Angiospermes il y a 160 millions d'années, ce qui permet aux plantes à fleurs de se diversifier et entraîne ainsi la spécialisation des pucerons. Les premiers étaient probablement polyphages, la monophagie se développant plus tard. Il est probable que les ancêtres des Adelgidae vivaient sur des conifères tandis que ceux des Aphidoidea se nourrissaient de la sève des Podocarpacées ou des Araucariacées qui ont survécu aux extinctions de la fin du Crétacé. Les organes tels que les cornicules ne sont pas apparus avant le Crétacé,. Une étude suggère que les pucerons ancestraux vivaient probablement sur l'écorce des Angiospermes et que le fait de se nourrir des feuilles serait un trait dérivé. Les ancêtres du Crétacé moyen des Lachninae, qui ont de longues pièces buccales adaptées à la vie sur l'écorce, se seraient nourris de l'écorce des Angiospermes jusqu'à la fin du Crétacé, passant dès lors aux feuilles de conifère. Les Phylloxeridae sont peut-être la plus ancienne famille encore existante, mais leurs traces fossiles sont limitées au Paléophylloxéra du Miocène inférieur.

### Taxonomie
La reclassification de la fin du XXe siècle au sein des Hémiptères (Hemiptera) a réduit l'ancien taxon « Homoptera » à deux sous-ordres : Sternorrhyncha (pucerons, aleurodes, cochenilles, Psylloidea, etc.) et Auchenorrhyncha (cigales, cicadelles, Membracidae, fulgores, etc.). L'infra-ordre des Aphidomorpha au sein des Sternorrhyncha varie selon la circonscription, plusieurs groupes fossiles étant particulièrement difficiles à placer, mais comprend les Adelgoidea, les Aphidoidea et les Phylloxeroidea. Certains auteurs utilisent la seule superfamille des Aphidoidea dans laquelle sont inclus les Phylloxeridae et les Adelgidae, tandis que d'autres distinguent les Aphidoidea des Phylloxeroidea dans laquelle sont placés les Adelgidae et les Phylloxeridae. Les reclassifications du début du XXIe siècle ont considérablement réorganisé les familles au sein des Aphidoidea : certaines familles ont été réduites au rang de sous-famille (par exemple les Eriosomatinae), et de nombreuses sous-familles ont été élevées au rang de famille. Les classifications les plus récentes, qui font autorité, regroupent trois superfamilles : Adelgoidea, Phylloxeroidea et Aphidoidea. Les Aphidoidea comprennent une seule grande famille, les Aphididae ou aphidiens, qui comprend plus de 5 000 espèces existantes ; les autres familles d'Aphidoidea sont toutes éteintes,.

### Phylogénie

#### Externe
Les pucerons, les pucerons lanigères et les phylloxéras sont très étroitement liés et font tous partie du sous-ordre des Sternorrhyncha, des insectes suceurs de plantes. Ils sont placés soit dans la superfamille des Aphidoidea, soit dans la superfamille des Phylloxeroidea qui contient la famille des Adelgidae et la famille des Phylloxeridae,. Comme les pucerons, le phylloxéra se nourrit de racines, de feuilles et de pousses des plants de vigne, mais contrairement aux pucerons, il ne produit pas de miellat ni de sécrétions de cornicules. Le phylloxéra (Daktulosphaira vitifoliae) est l'insecte à l'origine du grand mildiou français qui a dévasté la viticulture européenne au XIXe siècle. De même, les pucerons lanigères se nourrissent de phloème végétal et partagent l'appellation de « puceron » sans faire partie directement des Aphidoidea, ne possédant ni cauda ni cornicules.
Le traitement des groupes, notamment en ce qui concerne les groupes fossiles, varie grandement en raison des difficultés à résoudre les relations entre ceux-ci. La plupart des traitements modernes comprennent les trois superfamilles, les Adelogidea, les Aphidoidea et les Phylloxeroidea, dans l'infra-ordre des Aphidomorpha aux côtés de plusieurs groupes fossiles, mais d'autres interprétations ont les Aphidomorpha contenant les Aphidoidea avec les familles Aphididae, Phylloxeridae et Adelgidae ; ou encore les Aphidomorpha avec deux super-familles, Aphidoidea et Phylloxeroidea, cette dernière contenant les Phylloxeridae et les Adelgidae. L'arbre phylogénétique du Sternorrhyncha est déduit de l'analyse de l'ARN ribosomique de la petite sous-unité (18S).
| Phylloxeroidea | \| \| Phylloxeridae (phylloxéra, etc.) \| \| \| \| \| \| Adelgidae (Adelges, etc.) \| \| \| \| |
|                | \| \| Phylloxeridae (phylloxéra, etc.) \| \| \| \| \| \| Adelgidae (Adelges, etc.) \| \| \| \| |
| Aphidoidea     | Aphididae (puceron)                                                                            |
|                | Aphididae (puceron)                                                                            |
|                | Phylloxeridae (phylloxéra, etc.)                                                               |
|                |                                                                                                |
|                | Adelgidae (Adelges, etc.)                                                                      |
|                |                                                                                                |

|  | Phylloxeridae (phylloxéra, etc.) |
|  |                                  |
|  | Adelgidae (Adelges, etc.)        |
|  |                                  |

| Phylloxeroidea | \| \| Phylloxeridae (phylloxéra, etc.) \| \| \| \| \| \| Adelgidae (Adelges, etc.) \| \| \| \| |
|                | \| \| Phylloxeridae (phylloxéra, etc.) \| \| \| \| \| \| Adelgidae (Adelges, etc.) \| \| \| \| |
| Aphidoidea     | Aphididae (puceron)                                                                            |
|                | Aphididae (puceron)                                                                            |
|                | Phylloxeridae (phylloxéra, etc.)                                                               |
|                |                                                                                                |
|                | Adelgidae (Adelges, etc.)                                                                      |
|                |                                                                                                |

|  | Phylloxeridae (phylloxéra, etc.) |
|  |                                  |
|  | Adelgidae (Adelges, etc.)        |
|  |                                  |

| Phylloxeroidea | \| \| Phylloxeridae (phylloxéra, etc.) \| \| \| \| \| \| Adelgidae (Adelges, etc.) \| \| \| \| |
|                | \| \| Phylloxeridae (phylloxéra, etc.) \| \| \| \| \| \| Adelgidae (Adelges, etc.) \| \| \| \| |
| Aphidoidea     | Aphididae (puceron)                                                                            |
|                | Aphididae (puceron)                                                                            |
|                | Phylloxeridae (phylloxéra, etc.)                                                               |
|                |                                                                                                |
|                | Adelgidae (Adelges, etc.)                                                                      |
|                |                                                                                                |

|  | Phylloxeridae (phylloxéra, etc.) |
|  |                                  |
|  | Adelgidae (Adelges, etc.)        |
|  |                                  |

| Phylloxeroidea | \| \| Phylloxeridae (phylloxéra, etc.) \| \| \| \| \| \| Adelgidae (Adelges, etc.) \| \| \| \| |
|                | \| \| Phylloxeridae (phylloxéra, etc.) \| \| \| \| \| \| Adelgidae (Adelges, etc.) \| \| \| \| |
| Aphidoidea     | Aphididae (puceron)                                                                            |
|                | Aphididae (puceron)                                                                            |
|                | Phylloxeridae (phylloxéra, etc.)                                                               |
|                |                                                                                                |
|                | Adelgidae (Adelges, etc.)                                                                      |
|                |                                                                                                |

|  | Phylloxeridae (phylloxéra, etc.) |
|  |                                  |
|  | Adelgidae (Adelges, etc.)        |
|  |                                  |

| Phylloxeroidea | \| \| Phylloxeridae (phylloxéra, etc.) \| \| \| \| \| \| Adelgidae (Adelges, etc.) \| \| \| \| |
|                | \| \| Phylloxeridae (phylloxéra, etc.) \| \| \| \| \| \| Adelgidae (Adelges, etc.) \| \| \| \| |
| Aphidoidea     | Aphididae (puceron)                                                                            |
|                | Aphididae (puceron)                                                                            |
|                | Phylloxeridae (phylloxéra, etc.)                                                               |
|                |                                                                                                |
|                | Adelgidae (Adelges, etc.)                                                                      |
|                |                                                                                                |

|  | Phylloxeridae (phylloxéra, etc.) |
|  |                                  |
|  | Adelgidae (Adelges, etc.)        |
|  |                                  |

| Phylloxeroidea | \| \| Phylloxeridae (phylloxéra, etc.) \| \| \| \| \| \| Adelgidae (Adelges, etc.) \| \| \| \| |
|                | \| \| Phylloxeridae (phylloxéra, etc.) \| \| \| \| \| \| Adelgidae (Adelges, etc.) \| \| \| \| |
| Aphidoidea     | Aphididae (puceron)                                                                            |
|                | Aphididae (puceron)                                                                            |
|                | Phylloxeridae (phylloxéra, etc.)                                                               |
|                |                                                                                                |
|                | Adelgidae (Adelges, etc.)                                                                      |
|                |                                                                                                |

|  | Phylloxeridae (phylloxéra, etc.) |
|  |                                  |
|  | Adelgidae (Adelges, etc.)        |
|  |                                  |

| Phylloxeroidea | \| \| Phylloxeridae (phylloxéra, etc.) \| \| \| \| \| \| Adelgidae (Adelges, etc.) \| \| \| \| |
|                | \| \| Phylloxeridae (phylloxéra, etc.) \| \| \| \| \| \| Adelgidae (Adelges, etc.) \| \| \| \| |
| Aphidoidea     | Aphididae (puceron)                                                                            |
|                | Aphididae (puceron)                                                                            |
|                | Phylloxeridae (phylloxéra, etc.)                                                               |
|                |                                                                                                |
|                | Adelgidae (Adelges, etc.)                                                                      |
|                |                                                                                                |

|  | Phylloxeridae (phylloxéra, etc.) |
|  |                                  |
|  | Adelgidae (Adelges, etc.)        |
|  |                                  |

| Phylloxeroidea | \| \| Phylloxeridae (phylloxéra, etc.) \| \| \| \| \| \| Adelgidae (Adelges, etc.) \| \| \| \| |
|                | \| \| Phylloxeridae (phylloxéra, etc.) \| \| \| \| \| \| Adelgidae (Adelges, etc.) \| \| \| \| |
| Aphidoidea     | Aphididae (puceron)                                                                            |
|                | Aphididae (puceron)                                                                            |
|                | Phylloxeridae (phylloxéra, etc.)                                                               |
|                |                                                                                                |
|                | Adelgidae (Adelges, etc.)                                                                      |
|                |                                                                                                |

|  | Phylloxeridae (phylloxéra, etc.) |
|  |                                  |
|  | Adelgidae (Adelges, etc.)        |
|  |                                  |

| Phylloxeroidea | \| \| Phylloxeridae (phylloxéra, etc.) \| \| \| \| \| \| Adelgidae (Adelges, etc.) \| \| \| \| |
|                | \| \| Phylloxeridae (phylloxéra, etc.) \| \| \| \| \| \| Adelgidae (Adelges, etc.) \| \| \| \| |
| Aphidoidea     | Aphididae (puceron)                                                                            |
|                | Aphididae (puceron)                                                                            |
|                | Phylloxeridae (phylloxéra, etc.)                                                               |
|                |                                                                                                |
|                | Adelgidae (Adelges, etc.)                                                                      |
|                |                                                                                                |

|  | Phylloxeridae (phylloxéra, etc.) |
|  |                                  |
|  | Adelgidae (Adelges, etc.)        |
|  |                                  |

| Phylloxeroidea | \| \| Phylloxeridae (phylloxéra, etc.) \| \| \| \| \| \| Adelgidae (Adelges, etc.) \| \| \| \| |
|                | \| \| Phylloxeridae (phylloxéra, etc.) \| \| \| \| \| \| Adelgidae (Adelges, etc.) \| \| \| \| |
| Aphidoidea     | Aphididae (puceron)                                                                            |
|                | Aphididae (puceron)                                                                            |
|                | Phylloxeridae (phylloxéra, etc.)                                                               |
|                |                                                                                                |
|                | Adelgidae (Adelges, etc.)                                                                      |
|                |                                                                                                |

|  | Phylloxeridae (phylloxéra, etc.) |
|  |                                  |
|  | Adelgidae (Adelges, etc.)        |
|  |                                  |

| Phylloxeroidea | \| \| Phylloxeridae (phylloxéra, etc.) \| \| \| \| \| \| Adelgidae (Adelges, etc.) \| \| \| \| |
|                | \| \| Phylloxeridae (phylloxéra, etc.) \| \| \| \| \| \| Adelgidae (Adelges, etc.) \| \| \| \| |
| Aphidoidea     | Aphididae (puceron)                                                                            |
|                | Aphididae (puceron)                                                                            |
|                | Phylloxeridae (phylloxéra, etc.)                                                               |
|                |                                                                                                |
|                | Adelgidae (Adelges, etc.)                                                                      |
|                |                                                                                                |

|  | Phylloxeridae (phylloxéra, etc.) |
|  |                                  |
|  | Adelgidae (Adelges, etc.)        |
|  |                                  |

| Phylloxeroidea | \| \| Phylloxeridae (phylloxéra, etc.) \| \| \| \| \| \| Adelgidae (Adelges, etc.) \| \| \| \| |
|                | \| \| Phylloxeridae (phylloxéra, etc.) \| \| \| \| \| \| Adelgidae (Adelges, etc.) \| \| \| \| |
| Aphidoidea     | Aphididae (puceron)                                                                            |
|                | Aphididae (puceron)                                                                            |
|                | Phylloxeridae (phylloxéra, etc.)                                                               |
|                |                                                                                                |
|                | Adelgidae (Adelges, etc.)                                                                      |
|                |                                                                                                |

|  | Phylloxeridae (phylloxéra, etc.) |
|  |                                  |
|  | Adelgidae (Adelges, etc.)        |
|  |                                  |

| Phylloxeroidea | \| \| Phylloxeridae (phylloxéra, etc.) \| \| \| \| \| \| Adelgidae (Adelges, etc.) \| \| \| \| |
|                | \| \| Phylloxeridae (phylloxéra, etc.) \| \| \| \| \| \| Adelgidae (Adelges, etc.) \| \| \| \| |
| Aphidoidea     | Aphididae (puceron)                                                                            |
|                | Aphididae (puceron)                                                                            |
|                | Phylloxeridae (phylloxéra, etc.)                                                               |
|                |                                                                                                |
|                | Adelgidae (Adelges, etc.)                                                                      |
|                |                                                                                                |

|  | Phylloxeridae (phylloxéra, etc.) |
|  |                                  |
|  | Adelgidae (Adelges, etc.)        |
|  |                                  |

| Phylloxeroidea | \| \| Phylloxeridae (phylloxéra, etc.) \| \| \| \| \| \| Adelgidae (Adelges, etc.) \| \| \| \| |
|                | \| \| Phylloxeridae (phylloxéra, etc.) \| \| \| \| \| \| Adelgidae (Adelges, etc.) \| \| \| \| |
| Aphidoidea     | Aphididae (puceron)                                                                            |
|                | Aphididae (puceron)                                                                            |
|                | Phylloxeridae (phylloxéra, etc.)                                                               |
|                |                                                                                                |
|                | Adelgidae (Adelges, etc.)                                                                      |
|                |                                                                                                |

|  | Phylloxeridae (phylloxéra, etc.) |
|  |                                  |
|  | Adelgidae (Adelges, etc.)        |
|  |                                  |

| Phylloxeroidea | \| \| Phylloxeridae (phylloxéra, etc.) \| \| \| \| \| \| Adelgidae (Adelges, etc.) \| \| \| \| |
|                | \| \| Phylloxeridae (phylloxéra, etc.) \| \| \| \| \| \| Adelgidae (Adelges, etc.) \| \| \| \| |
| Aphidoidea     | Aphididae (puceron)                                                                            |
|                | Aphididae (puceron)                                                                            |
|                | Phylloxeridae (phylloxéra, etc.)                                                               |
|                |                                                                                                |
|                | Adelgidae (Adelges, etc.)                                                                      |
|                |                                                                                                |

|  | Phylloxeridae (phylloxéra, etc.) |
|  |                                  |
|  | Adelgidae (Adelges, etc.)        |
|  |                                  |

| Phylloxeroidea | \| \| Phylloxeridae (phylloxéra, etc.) \| \| \| \| \| \| Adelgidae (Adelges, etc.) \| \| \| \| |
|                | \| \| Phylloxeridae (phylloxéra, etc.) \| \| \| \| \| \| Adelgidae (Adelges, etc.) \| \| \| \| |
| Aphidoidea     | Aphididae (puceron)                                                                            |
|                | Aphididae (puceron)                                                                            |
|                | Phylloxeridae (phylloxéra, etc.)                                                               |
|                |                                                                                                |
|                | Adelgidae (Adelges, etc.)                                                                      |
|                |                                                                                                |

|  | Phylloxeridae (phylloxéra, etc.) |
|  |                                  |
|  | Adelgidae (Adelges, etc.)        |
|  |                                  |

#### Interne
L'arbre phylogénétique, basé sur les travaux de Vassilis Papasotiropoulos en 2013 et Hyojoong Kim en 2011, avec des ajouts tirés de Benjamín Ortiz-Rivas et David Martinez-Torres en 2009, montre la phylogénie interne des Aphididae,,.
Il a été suggéré que la phylogénie des groupes de pucerons pourrait être révélée en examinant la phylogénie de leurs endosymbiotes bactériens, en particulier l'endosymbiote obligatoire Buchnera aphidicola. Les résultats dépendent de l'hypothèse que les symbiotes sont strictement transmis verticalement à travers les générations. Cette hypothèse est bien étayée par des preuves, et plusieurs relations phylogénétiques ont été suggérées sur la base d'études sur les endosymbiontes,,.
|  | Eriosomatinae (pucerons lanigères) |
|  |                                    |
|  | Anoeciinae                         |
|  |                                    |

|          | Macrosiphini                                                                                                |
|          | |
| Aphidini | \| \| Rhopalosiphina \| \| \| \| \| \| Aphidina (Aphis, par exemple le puceron noir de la fève) \| \| \| \| |
|          | \| \| Rhopalosiphina \| \| \| \| \| \| Aphidina (Aphis, par exemple le puceron noir de la fève) \| \| \| \| |
|          | Rhopalosiphina                                                                                              |
|          | |
|          | Aphidina (Aphis, par exemple le puceron noir de la fève)                                                    |
|          | |

|  | Rhopalosiphina                                           |
|  |                                                          |
|  | Aphidina (Aphis, par exemple le puceron noir de la fève) |
|  |                                                          |

|          | Macrosiphini                                                                                                |
|          | |
| Aphidini | \| \| Rhopalosiphina \| \| \| \| \| \| Aphidina (Aphis, par exemple le puceron noir de la fève) \| \| \| \| |
|          | \| \| Rhopalosiphina \| \| \| \| \| \| Aphidina (Aphis, par exemple le puceron noir de la fève) \| \| \| \| |
|          | Rhopalosiphina                                                                                              |
|          | |
|          | Aphidina (Aphis, par exemple le puceron noir de la fève)                                                    |
|          | |

|  | Rhopalosiphina                                           |
|  |                                                          |
|  | Aphidina (Aphis, par exemple le puceron noir de la fève) |
|  |                                                          |

|  | Eriosomatinae (pucerons lanigères) |
|  |                                    |
|  | Anoeciinae                         |
|  |                                    |

|          | Macrosiphini                                                                                                |
|          | |
| Aphidini | \| \| Rhopalosiphina \| \| \| \| \| \| Aphidina (Aphis, par exemple le puceron noir de la fève) \| \| \| \| |
|          | \| \| Rhopalosiphina \| \| \| \| \| \| Aphidina (Aphis, par exemple le puceron noir de la fève) \| \| \| \| |
|          | Rhopalosiphina                                                                                              |
|          | |
|          | Aphidina (Aphis, par exemple le puceron noir de la fève)                                                    |
|          | |

|  | Rhopalosiphina                                           |
|  |                                                          |
|  | Aphidina (Aphis, par exemple le puceron noir de la fève) |
|  |                                                          |

|          | Macrosiphini                                                                                                |
|          | |
| Aphidini | \| \| Rhopalosiphina \| \| \| \| \| \| Aphidina (Aphis, par exemple le puceron noir de la fève) \| \| \| \| |
|          | \| \| Rhopalosiphina \| \| \| \| \| \| Aphidina (Aphis, par exemple le puceron noir de la fève) \| \| \| \| |
|          | Rhopalosiphina                                                                                              |
|          | |
|          | Aphidina (Aphis, par exemple le puceron noir de la fève)                                                    |
|          | |

|  | Rhopalosiphina                                           |
|  |                                                          |
|  | Aphidina (Aphis, par exemple le puceron noir de la fève) |
|  |                                                          |

|  | Eriosomatinae (pucerons lanigères) |
|  |                                    |
|  | Anoeciinae                         |
|  |                                    |

|          | Macrosiphini                                                                                                |
|          | |
| Aphidini | \| \| Rhopalosiphina \| \| \| \| \| \| Aphidina (Aphis, par exemple le puceron noir de la fève) \| \| \| \| |
|          | \| \| Rhopalosiphina \| \| \| \| \| \| Aphidina (Aphis, par exemple le puceron noir de la fève) \| \| \| \| |
|          | Rhopalosiphina                                                                                              |
|          | |
|          | Aphidina (Aphis, par exemple le puceron noir de la fève)                                                    |
|          | |

|  | Rhopalosiphina                                           |
|  |                                                          |
|  | Aphidina (Aphis, par exemple le puceron noir de la fève) |
|  |                                                          |

|          | Macrosiphini                                                                                                |
|          | |
| Aphidini | \| \| Rhopalosiphina \| \| \| \| \| \| Aphidina (Aphis, par exemple le puceron noir de la fève) \| \| \| \| |
|          | \| \| Rhopalosiphina \| \| \| \| \| \| Aphidina (Aphis, par exemple le puceron noir de la fève) \| \| \| \| |
|          | Rhopalosiphina                                                                                              |
|          | |
|          | Aphidina (Aphis, par exemple le puceron noir de la fève)                                                    |
|          | |

|  | Rhopalosiphina                                           |
|  |                                                          |
|  | Aphidina (Aphis, par exemple le puceron noir de la fève) |
|  |                                                          |

|  | Eriosomatinae (pucerons lanigères) |
|  |                                    |
|  | Anoeciinae                         |
|  |                                    |

|          | Macrosiphini                                                                                                |
|          | |
| Aphidini | \| \| Rhopalosiphina \| \| \| \| \| \| Aphidina (Aphis, par exemple le puceron noir de la fève) \| \| \| \| |
|          | \| \| Rhopalosiphina \| \| \| \| \| \| Aphidina (Aphis, par exemple le puceron noir de la fève) \| \| \| \| |
|          | Rhopalosiphina                                                                                              |
|          | |
|          | Aphidina (Aphis, par exemple le puceron noir de la fève)                                                    |
|          | |

|  | Rhopalosiphina                                           |
|  |                                                          |
|  | Aphidina (Aphis, par exemple le puceron noir de la fève) |
|  |                                                          |

|          | Macrosiphini                                                                                                |
|          | |
| Aphidini | \| \| Rhopalosiphina \| \| \| \| \| \| Aphidina (Aphis, par exemple le puceron noir de la fève) \| \| \| \| |
|          | \| \| Rhopalosiphina \| \| \| \| \| \| Aphidina (Aphis, par exemple le puceron noir de la fève) \| \| \| \| |
|          | Rhopalosiphina                                                                                              |
|          | |
|          | Aphidina (Aphis, par exemple le puceron noir de la fève)                                                    |
|          | |

|  | Rhopalosiphina                                           |
|  |                                                          |
|  | Aphidina (Aphis, par exemple le puceron noir de la fève) |
|  |                                                          |

|  | Eriosomatinae (pucerons lanigères) |
|  |                                    |
|  | Anoeciinae                         |
|  |                                    |

|          | Macrosiphini                                                                                                |
|          | |
| Aphidini | \| \| Rhopalosiphina \| \| \| \| \| \| Aphidina (Aphis, par exemple le puceron noir de la fève) \| \| \| \| |
|          | \| \| Rhopalosiphina \| \| \| \| \| \| Aphidina (Aphis, par exemple le puceron noir de la fève) \| \| \| \| |
|          | Rhopalosiphina                                                                                              |
|          | |
|          | Aphidina (Aphis, par exemple le puceron noir de la fève)                                                    |
|          | |

|  | Rhopalosiphina                                           |
|  |                                                          |
|  | Aphidina (Aphis, par exemple le puceron noir de la fève) |
|  |                                                          |

|          | Macrosiphini                                                                                                |
|          | |
| Aphidini | \| \| Rhopalosiphina \| \| \| \| \| \| Aphidina (Aphis, par exemple le puceron noir de la fève) \| \| \| \| |
|          | \| \| Rhopalosiphina \| \| \| \| \| \| Aphidina (Aphis, par exemple le puceron noir de la fève) \| \| \| \| |
|          | Rhopalosiphina                                                                                              |
|          | |
|          | Aphidina (Aphis, par exemple le puceron noir de la fève)                                                    |
|          | |

|  | Rhopalosiphina                                           |
|  |                                                          |
|  | Aphidina (Aphis, par exemple le puceron noir de la fève) |
|  |                                                          |

|  | Eriosomatinae (pucerons lanigères) |
|  |                                    |
|  | Anoeciinae                         |
|  |                                    |

|          | Macrosiphini                                                                                                |
|          | |
| Aphidini | \| \| Rhopalosiphina \| \| \| \| \| \| Aphidina (Aphis, par exemple le puceron noir de la fève) \| \| \| \| |
|          | \| \| Rhopalosiphina \| \| \| \| \| \| Aphidina (Aphis, par exemple le puceron noir de la fève) \| \| \| \| |
|          | Rhopalosiphina                                                                                              |
|          | |
|          | Aphidina (Aphis, par exemple le puceron noir de la fève)                                                    |
|          | |

|  | Rhopalosiphina                                           |
|  |                                                          |
|  | Aphidina (Aphis, par exemple le puceron noir de la fève) |
|  |                                                          |

|          | Macrosiphini                                                                                                |
|          | |
| Aphidini | \| \| Rhopalosiphina \| \| \| \| \| \| Aphidina (Aphis, par exemple le puceron noir de la fève) \| \| \| \| |
|          | \| \| Rhopalosiphina \| \| \| \| \| \| Aphidina (Aphis, par exemple le puceron noir de la fève) \| \| \| \| |
|          | Rhopalosiphina                                                                                              |
|          | |
|          | Aphidina (Aphis, par exemple le puceron noir de la fève)                                                    |
|          | |

|  | Rhopalosiphina                                           |
|  |                                                          |
|  | Aphidina (Aphis, par exemple le puceron noir de la fève) |
|  |                                                          |

|  | Eriosomatinae (pucerons lanigères) |
|  |                                    |
|  | Anoeciinae                         |
|  |                                    |

|          | Macrosiphini                                                                                                |
|          | |
| Aphidini | \| \| Rhopalosiphina \| \| \| \| \| \| Aphidina (Aphis, par exemple le puceron noir de la fève) \| \| \| \| |
|          | \| \| Rhopalosiphina \| \| \| \| \| \| Aphidina (Aphis, par exemple le puceron noir de la fève) \| \| \| \| |
|          | Rhopalosiphina                                                                                              |
|          | |
|          | Aphidina (Aphis, par exemple le puceron noir de la fève)                                                    |
|          | |

|  | Rhopalosiphina                                           |
|  |                                                          |
|  | Aphidina (Aphis, par exemple le puceron noir de la fève) |
|  |                                                          |

|          | Macrosiphini                                                                                                |
|          | |
| Aphidini | \| \| Rhopalosiphina \| \| \| \| \| \| Aphidina (Aphis, par exemple le puceron noir de la fève) \| \| \| \| |
|          | \| \| Rhopalosiphina \| \| \| \| \| \| Aphidina (Aphis, par exemple le puceron noir de la fève) \| \| \| \| |
|          | Rhopalosiphina                                                                                              |
|          | |
|          | Aphidina (Aphis, par exemple le puceron noir de la fève)                                                    |
|          | |

|  | Rhopalosiphina                                           |
|  |                                                          |
|  | Aphidina (Aphis, par exemple le puceron noir de la fève) |
|  |                                                          |

|  | Eriosomatinae (pucerons lanigères) |
|  |                                    |
|  | Anoeciinae                         |
|  |                                    |

|          | Macrosiphini                                                                                                |
|          | |
| Aphidini | \| \| Rhopalosiphina \| \| \| \| \| \| Aphidina (Aphis, par exemple le puceron noir de la fève) \| \| \| \| |
|          | \| \| Rhopalosiphina \| \| \| \| \| \| Aphidina (Aphis, par exemple le puceron noir de la fève) \| \| \| \| |
|          | Rhopalosiphina                                                                                              |
|          | |
|          | Aphidina (Aphis, par exemple le puceron noir de la fève)                                                    |
|          | |

|  | Rhopalosiphina                                           |
|  |                                                          |
|  | Aphidina (Aphis, par exemple le puceron noir de la fève) |
|  |                                                          |

|          | Macrosiphini                                                                                                |
|          | |
| Aphidini | \| \| Rhopalosiphina \| \| \| \| \| \| Aphidina (Aphis, par exemple le puceron noir de la fève) \| \| \| \| |
|          | \| \| Rhopalosiphina \| \| \| \| \| \| Aphidina (Aphis, par exemple le puceron noir de la fève) \| \| \| \| |
|          | Rhopalosiphina                                                                                              |
|          | |
|          | Aphidina (Aphis, par exemple le puceron noir de la fève)                                                    |
|          | |

|  | Rhopalosiphina                                           |
|  |                                                          |
|  | Aphidina (Aphis, par exemple le puceron noir de la fève) |
|  |                                                          |

|  | Eriosomatinae (pucerons lanigères) |
|  |                                    |
|  | Anoeciinae                         |
|  |                                    |

|          | Macrosiphini                                                                                                |
|          | |
| Aphidini | \| \| Rhopalosiphina \| \| \| \| \| \| Aphidina (Aphis, par exemple le puceron noir de la fève) \| \| \| \| |
|          | \| \| Rhopalosiphina \| \| \| \| \| \| Aphidina (Aphis, par exemple le puceron noir de la fève) \| \| \| \| |
|          | Rhopalosiphina                                                                                              |
|          | |
|          | Aphidina (Aphis, par exemple le puceron noir de la fève)                                                    |
|          | |

|  | Rhopalosiphina                                           |
|  |                                                          |
|  | Aphidina (Aphis, par exemple le puceron noir de la fève) |
|  |                                                          |

|          | Macrosiphini                                                                                                |
|          | |
| Aphidini | \| \| Rhopalosiphina \| \| \| \| \| \| Aphidina (Aphis, par exemple le puceron noir de la fève) \| \| \| \| |
|          | \| \| Rhopalosiphina \| \| \| \| \| \| Aphidina (Aphis, par exemple le puceron noir de la fève) \| \| \| \| |
|          | Rhopalosiphina                                                                                              |
|          | |
|          | Aphidina (Aphis, par exemple le puceron noir de la fève)                                                    |
|          | |

|  | Rhopalosiphina                                           |
|  |                                                          |
|  | Aphidina (Aphis, par exemple le puceron noir de la fève) |
|  |                                                          |

|  | Eriosomatinae (pucerons lanigères) |
|  |                                    |
|  | Anoeciinae                         |
|  |                                    |

|          | Macrosiphini                                                                                                |
|          | |
| Aphidini | \| \| Rhopalosiphina \| \| \| \| \| \| Aphidina (Aphis, par exemple le puceron noir de la fève) \| \| \| \| |
|          | \| \| Rhopalosiphina \| \| \| \| \| \| Aphidina (Aphis, par exemple le puceron noir de la fève) \| \| \| \| |
|          | Rhopalosiphina                                                                                              |
|          | |
|          | Aphidina (Aphis, par exemple le puceron noir de la fève)                                                    |
|          | |

|  | Rhopalosiphina                                           |
|  |                                                          |
|  | Aphidina (Aphis, par exemple le puceron noir de la fève) |
|  |                                                          |

|          | Macrosiphini                                                                                                |
|          | |
| Aphidini | \| \| Rhopalosiphina \| \| \| \| \| \| Aphidina (Aphis, par exemple le puceron noir de la fève) \| \| \| \| |
|          | \| \| Rhopalosiphina \| \| \| \| \| \| Aphidina (Aphis, par exemple le puceron noir de la fève) \| \| \| \| |
|          | Rhopalosiphina                                                                                              |
|          | |
|          | Aphidina (Aphis, par exemple le puceron noir de la fève)                                                    |
|          | |

|  | Rhopalosiphina                                           |
|  |                                                          |
|  | Aphidina (Aphis, par exemple le puceron noir de la fève) |
|  |                                                          |

|  | Eriosomatinae (pucerons lanigères) |
|  |                                    |
|  | Anoeciinae                         |
|  |                                    |

|          | Macrosiphini                                                                                                |
|          | |
| Aphidini | \| \| Rhopalosiphina \| \| \| \| \| \| Aphidina (Aphis, par exemple le puceron noir de la fève) \| \| \| \| |
|          | \| \| Rhopalosiphina \| \| \| \| \| \| Aphidina (Aphis, par exemple le puceron noir de la fève) \| \| \| \| |
|          | Rhopalosiphina                                                                                              |
|          | |
|          | Aphidina (Aphis, par exemple le puceron noir de la fève)                                                    |
|          | |

|  | Rhopalosiphina                                           |
|  |                                                          |
|  | Aphidina (Aphis, par exemple le puceron noir de la fève) |
|  |                                                          |

|          | Macrosiphini                                                                                                |
|          | |
| Aphidini | \| \| Rhopalosiphina \| \| \| \| \| \| Aphidina (Aphis, par exemple le puceron noir de la fève) \| \| \| \| |
|          | \| \| Rhopalosiphina \| \| \| \| \| \| Aphidina (Aphis, par exemple le puceron noir de la fève) \| \| \| \| |
|          | Rhopalosiphina                                                                                              |
|          | |
|          | Aphidina (Aphis, par exemple le puceron noir de la fève)                                                    |
|          | |

|  | Rhopalosiphina                                           |
|  |                                                          |
|  | Aphidina (Aphis, par exemple le puceron noir de la fève) |
|  |                                                          |

|  | Eriosomatinae (pucerons lanigères) |
|  |                                    |
|  | Anoeciinae                         |
|  |                                    |

|          | Macrosiphini                                                                                                |
|          | |
| Aphidini | \| \| Rhopalosiphina \| \| \| \| \| \| Aphidina (Aphis, par exemple le puceron noir de la fève) \| \| \| \| |
|          | \| \| Rhopalosiphina \| \| \| \| \| \| Aphidina (Aphis, par exemple le puceron noir de la fève) \| \| \| \| |
|          | Rhopalosiphina                                                                                              |
|          | |
|          | Aphidina (Aphis, par exemple le puceron noir de la fève)                                                    |
|          | |

|  | Rhopalosiphina                                           |
|  |                                                          |
|  | Aphidina (Aphis, par exemple le puceron noir de la fève) |
|  |                                                          |

|          | Macrosiphini                                                                                                |
|          | |
| Aphidini | \| \| Rhopalosiphina \| \| \| \| \| \| Aphidina (Aphis, par exemple le puceron noir de la fève) \| \| \| \| |
|          | \| \| Rhopalosiphina \| \| \| \| \| \| Aphidina (Aphis, par exemple le puceron noir de la fève) \| \| \| \| |
|          | Rhopalosiphina                                                                                              |
|          | |
|          | Aphidina (Aphis, par exemple le puceron noir de la fève)                                                    |
|          | |

|  | Rhopalosiphina                                           |
|  |                                                          |
|  | Aphidina (Aphis, par exemple le puceron noir de la fève) |
|  |                                                          |

|  | Eriosomatinae (pucerons lanigères) |
|  |                                    |
|  | Anoeciinae                         |
|  |                                    |

|          | Macrosiphini                                                                                                |
|          | |
| Aphidini | \| \| Rhopalosiphina \| \| \| \| \| \| Aphidina (Aphis, par exemple le puceron noir de la fève) \| \| \| \| |
|          | \| \| Rhopalosiphina \| \| \| \| \| \| Aphidina (Aphis, par exemple le puceron noir de la fève) \| \| \| \| |
|          | Rhopalosiphina                                                                                              |
|          | |
|          | Aphidina (Aphis, par exemple le puceron noir de la fève)                                                    |
|          | |

|  | Rhopalosiphina                                           |
|  |                                                          |
|  | Aphidina (Aphis, par exemple le puceron noir de la fève) |
|  |                                                          |

|          | Macrosiphini                                                                                                |
|          | |
| Aphidini | \| \| Rhopalosiphina \| \| \| \| \| \| Aphidina (Aphis, par exemple le puceron noir de la fève) \| \| \| \| |
|          | \| \| Rhopalosiphina \| \| \| \| \| \| Aphidina (Aphis, par exemple le puceron noir de la fève) \| \| \| \| |
|          | Rhopalosiphina                                                                                              |
|          | |
|          | Aphidina (Aphis, par exemple le puceron noir de la fève)                                                    |
|          | |

|  | Rhopalosiphina                                           |
|  |                                                          |
|  | Aphidina (Aphis, par exemple le puceron noir de la fève) |
|  |                                                          |

|  | Eriosomatinae (pucerons lanigères) |
|  |                                    |
|  | Anoeciinae                         |
|  |                                    |

|          | Macrosiphini                                                                                                |
|          | |
| Aphidini | \| \| Rhopalosiphina \| \| \| \| \| \| Aphidina (Aphis, par exemple le puceron noir de la fève) \| \| \| \| |
|          | \| \| Rhopalosiphina \| \| \| \| \| \| Aphidina (Aphis, par exemple le puceron noir de la fève) \| \| \| \| |
|          | Rhopalosiphina                                                                                              |
|          | |
|          | Aphidina (Aphis, par exemple le puceron noir de la fève)                                                    |
|          | |

|  | Rhopalosiphina                                           |
|  |                                                          |
|  | Aphidina (Aphis, par exemple le puceron noir de la fève) |
|  |                                                          |

|          | Macrosiphini                                                                                                |
|          | |
| Aphidini | \| \| Rhopalosiphina \| \| \| \| \| \| Aphidina (Aphis, par exemple le puceron noir de la fève) \| \| \| \| |
|          | \| \| Rhopalosiphina \| \| \| \| \| \| Aphidina (Aphis, par exemple le puceron noir de la fève) \| \| \| \| |
|          | Rhopalosiphina                                                                                              |
|          | |
|          | Aphidina (Aphis, par exemple le puceron noir de la fève)                                                    |
|          | |

|  | Rhopalosiphina                                           |
|  |                                                          |
|  | Aphidina (Aphis, par exemple le puceron noir de la fève) |
|  |                                                          |

|  | Eriosomatinae (pucerons lanigères) |
|  |                                    |
|  | Anoeciinae                         |
|  |                                    |

|          | Macrosiphini                                                                                                |
|          | |
| Aphidini | \| \| Rhopalosiphina \| \| \| \| \| \| Aphidina (Aphis, par exemple le puceron noir de la fève) \| \| \| \| |
|          | \| \| Rhopalosiphina \| \| \| \| \| \| Aphidina (Aphis, par exemple le puceron noir de la fève) \| \| \| \| |
|          | Rhopalosiphina                                                                                              |
|          | |
|          | Aphidina (Aphis, par exemple le puceron noir de la fève)                                                    |
|          | |

|  | Rhopalosiphina                                           |
|  |                                                          |
|  | Aphidina (Aphis, par exemple le puceron noir de la fève) |
|  |                                                          |

|          | Macrosiphini                                                                                                |
|          | |
| Aphidini | \| \| Rhopalosiphina \| \| \| \| \| \| Aphidina (Aphis, par exemple le puceron noir de la fève) \| \| \| \| |
|          | \| \| Rhopalosiphina \| \| \| \| \| \| Aphidina (Aphis, par exemple le puceron noir de la fève) \| \| \| \| |
|          | Rhopalosiphina                                                                                              |
|          | |
|          | Aphidina (Aphis, par exemple le puceron noir de la fève)                                                    |
|          | |

|  | Rhopalosiphina                                           |
|  |                                                          |
|  | Aphidina (Aphis, par exemple le puceron noir de la fève) |
|  |                                                          |

|  | Eriosomatinae (pucerons lanigères) |
|  |                                    |
|  | Anoeciinae                         |
|  |                                    |

|          | Macrosiphini                                                                                                |
|          | |
| Aphidini | \| \| Rhopalosiphina \| \| \| \| \| \| Aphidina (Aphis, par exemple le puceron noir de la fève) \| \| \| \| |
|          | \| \| Rhopalosiphina \| \| \| \| \| \| Aphidina (Aphis, par exemple le puceron noir de la fève) \| \| \| \| |
|          | Rhopalosiphina                                                                                              |
|          | |
|          | Aphidina (Aphis, par exemple le puceron noir de la fève)                                                    |
|          | |

|  | Rhopalosiphina                                           |
|  |                                                          |
|  | Aphidina (Aphis, par exemple le puceron noir de la fève) |
|  |                                                          |

|          | Macrosiphini                                                                                                |
|          | |
| Aphidini | \| \| Rhopalosiphina \| \| \| \| \| \| Aphidina (Aphis, par exemple le puceron noir de la fève) \| \| \| \| |
|          | \| \| Rhopalosiphina \| \| \| \| \| \| Aphidina (Aphis, par exemple le puceron noir de la fève) \| \| \| \| |
|          | Rhopalosiphina                                                                                              |
|          | |
|          | Aphidina (Aphis, par exemple le puceron noir de la fève)                                                    |
|          | |

|  | Rhopalosiphina                                           |
|  |                                                          |
|  | Aphidina (Aphis, par exemple le puceron noir de la fève) |
|  |                                                          |

## Bioécologie

### Répartition
Les pucerons sont répartis dans le monde entier, mais sont plus fréquents dans les zones tempérées. Contrairement à de nombreux taxons, la diversité des espèces de pucerons est beaucoup plus faible sous les tropiques que dans les zones tempérées. Ils peuvent migrer sur de grandes distances, principalement par dispersion passive grâce aux vents. Les pucerons ailés peuvent également s'élever dans la journée jusqu'à 600 mètres, où ils sont transportés par des vents forts, Par exemple, le puceron de la laitue, Nasonovia ribisnigri, se serait propagé de la Nouvelle-Zélande à la Tasmanie vers 2004 par des vents d'est. Les pucerons sont également disséminés par le transport humain de matériel végétal infesté, rendant certaines espèces presque cosmopolites dans leur distribution.

### Cycle de vie

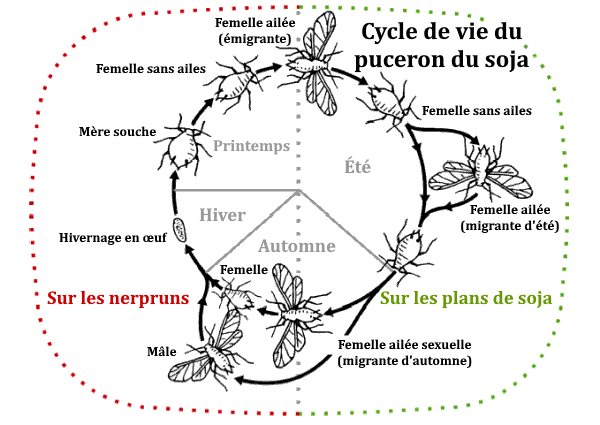
Cycle de vie du puceron du soja (Aphis glycines). Il change d'hôte selon les saisons et alterne entre reproduction asexuée et sexuée.

Pour un puceron, la stratégie de reproduction la plus simple consiste à avoir une seule plante hôte toute l'année. Dès lors, il peut alterner entre les générations sexuées et asexuées ; on parle alors de cycle holocyclique. Alternativement, tous les jeunes peuvent être produits par parthénogenèse, les œufs n'étant jamais pondus ; c'est alors un cycle anholocyclique. Certaines espèces peuvent avoir des populations à la fois holocycliques et anholocycliques dépendamment des circonstances, mais aucune espèce de puceron connue ne se reproduit uniquement par voie sexuelle. L'alternance entre générations sexuées et asexuées peut avoir évolué de manière répétée.
Cependant, la reproduction des pucerons est souvent plus complexe que cela et implique une migration entre différentes plantes hôtes. Dans environ 10 % des espèces, il y a une alternance entre plantes hôtes ligneuses (primaires) sur lesquelles les pucerons passent l'hiver et plantes hôtes herbacées (secondaires), où ils se reproduisent abondamment en été,. Quelques espèces peuvent produire une caste de soldats, d'autres espèces présentent un polyphénisme étendu dans différentes conditions environnementales et certaines peuvent contrôler le rapport des sexes de leur progéniture en fonction de facteurs externes.
Lorsqu'une stratégie de reproduction sophistiquée typique est utilisée, seules les femelles sont présentes dans la population au début du cycle saisonnier (bien qu'il ait été constaté que quelques espèces de pucerons ont à ce moment-là des mâles et des femelles). Les œufs qui passent l'hiver et qui éclosent au printemps donnent naissance à des femelles, appelées fondatrices (mères souches). La reproduction n'implique généralement pas de mâles (parthénogenèse) et aboutit à une naissance vivante (viviparité). Les jeunes sont produits par viviparité pseudo-placentaire, qui est le développement d'œufs, déficients en jaune, les embryons étant nourris par un tissu agissant comme placenta. Les jeunes sortent de la mère peu après l'éclosion.
Les œufs sont produits par parthénogénétique sans méiose et les descendants sont clonés par rapport à leur mère, ils sont donc tous de sexe féminin (thélytoquie),,, Les embryons se développent dans les ovarioles des mères, qui donnent ensuite naissance à des nymphes femelles vivantes déjà écloses de premier stade. Comme les ovules commencent à se développer immédiatement après l'ovulation, une femelle adulte peut héberger des nymphes femelles en développement qui ont déjà en elles des embryons à développement parthénogénétique (c'est-à-dire qu'elles naissent enceintes). Ce télescopage générationnel permet aux pucerons d'augmenter leur nombre avec une grande rapidité. La progéniture ressemble à son parent en tout point sauf en taille. Ainsi, l'alimentation d'une femelle peut affecter la taille et le taux de natalité de plus de deux générations (filles et petites-filles),,.

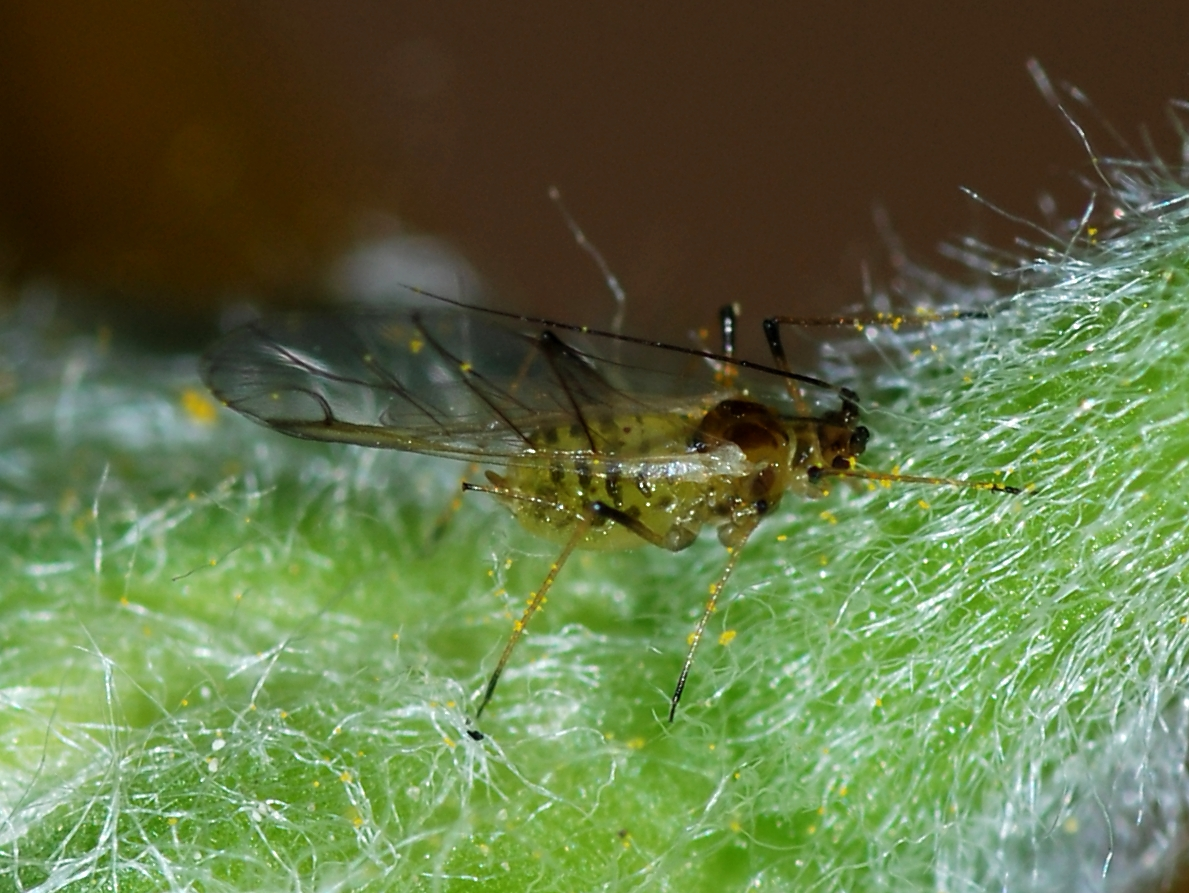
Puceron ailé.

Ce processus se répète tout au long de l'été, produisant plusieurs générations qui vivent généralement de 20 à 40 jours. Par exemple, certaines espèces de pucerons du chou (comme le Brevicoryne brassicae) peuvent produire jusqu'à 41 générations de femelles en une saison. Ainsi, une femelle qui éclot au printemps peut théoriquement produire des milliards de descendants, si tous les pucerons survivent.
En automne, les pucerons se reproduisent sexuellement et pondent des œufs. Des facteurs environnementaux tels que le changement de photopériode et de température, ou peut-être une quantité ou une qualité de nourriture inférieure, font que les femelles produisent par parthénogénétique des femelles et des mâles sexuels. Les mâles sont génétiquement identiques à leur mère, sauf que, grâce au système XX/X0 de détermination sexuelle des pucerons, ils ont un chromosome sexuel de moins. Ces pucerons sexuels peuvent avoir des ailes ou même des pièces buccales manquantes. Les femelles et les mâles s'accouplent, et les femelles pondent des œufs qui se développent en dehors de la mère. Les œufs survivent à l'hiver et éclosent au printemps suivant pour donner des femelles ailées (alaires) ou dépourvues d'ailes. Cela se produit, par exemple, dans le cycle de vie du puceron vert du rosier (Macrosiphum rosae), qui peut être considéré comme typique à cette famille. Cependant, dans les environnements chauds, comme sous les tropiques ou dans une serre, les pucerons peuvent continuer à se reproduire de manière asexuée pendant de nombreuses années.
- A : Femelle adulte sexuée
- B : Mâle adulte
- C : Jeune femelle
- D : Femelle pondant un œuf
- E : Œufs[note 1]

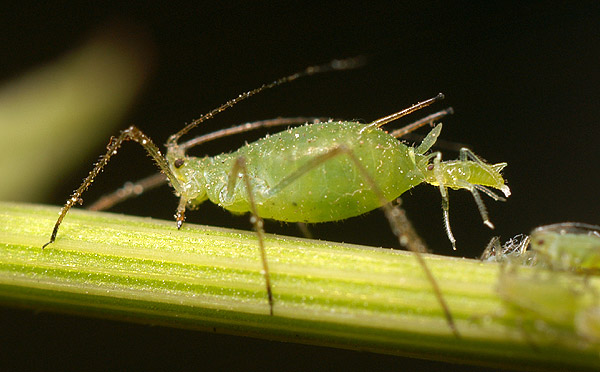
Puceron donnant naissance à un jeune vivant. Les populations sont souvent entièrement féminines.

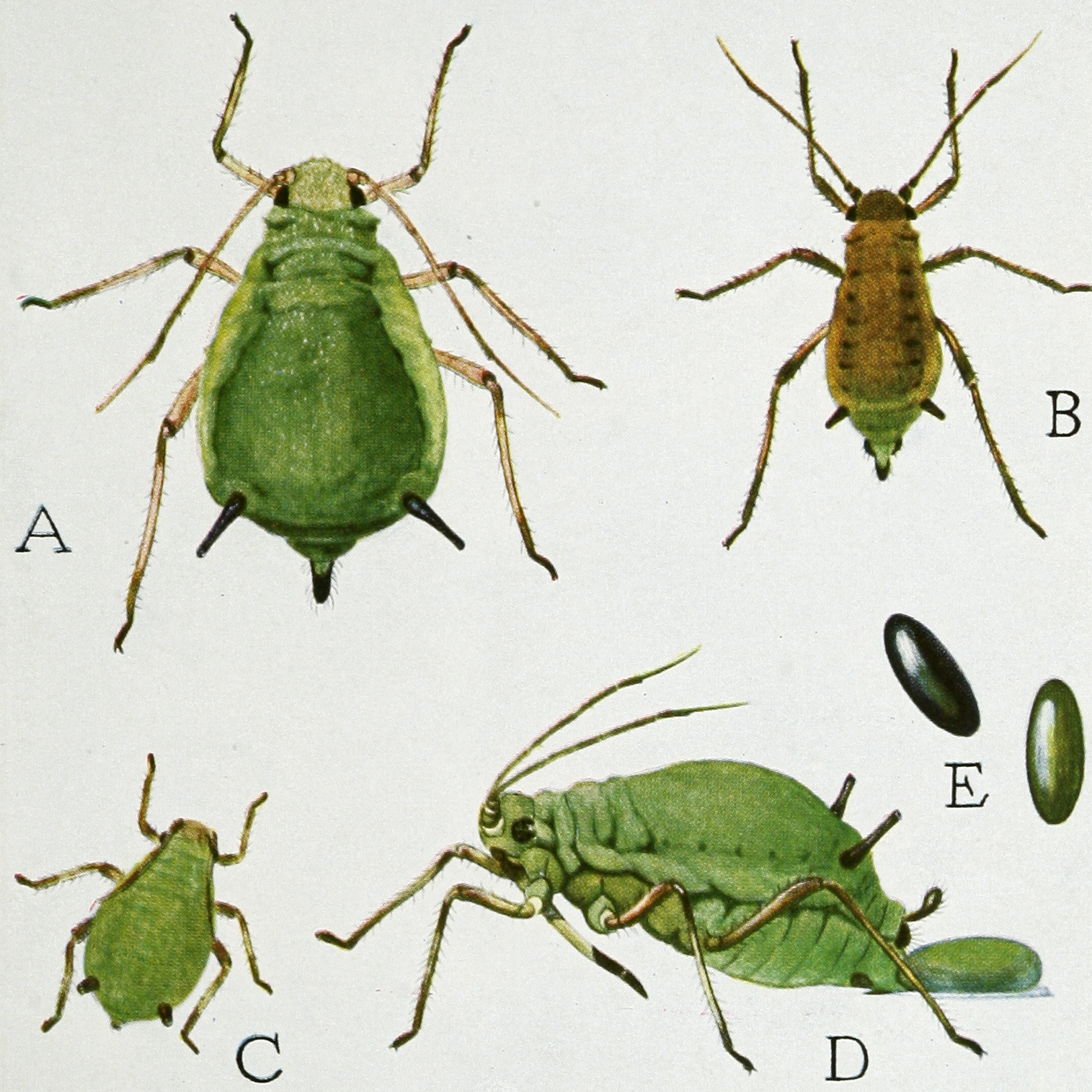
Les étapes de la vie du puceron vert du pommier (Aphis pomi). Dessin de Robert Evans Snodgrass.

Les pucerons qui se reproduisent asexuellement par parthénogenèse peuvent avoir une progéniture femelle ailée et non ailée génétiquement identique. Le contrôle est complexe ; certains pucerons alternent au cours de leur cycle de vie entre le contrôle génétique (Polymorphisme) et le contrôle environnemental (polyphénisme) de la production de formes ailées ou non ailées. La progéniture ailée a tendance à être produite plus abondamment dans des conditions défavorables ou stressantes. Certaines espèces produisent une progéniture ailée en réponse à une faible qualité ou quantité de nourriture, par exemple lorsqu'une plante hôte commence à sénescer. Les femelles ailées migrent pour commencer de nouvelles colonies sur une nouvelle plante hôte. Par exemple, le puceron vert du pommier (Aphis pomi), après avoir produit de nombreuses générations de femelles sans ailes, donne naissance à des formes ailées qui volent vers d'autres branches ou arbres de sa plante hôte typique. Les pucerons qui sont attaqués par des coccinelles, des névroptères, des guêpes parasitoïdes ou d'autres prédateurs peuvent modifier la dynamique de la production de leur progéniture. Lorsque les pucerons sont attaqués par ces prédateurs, des phéromones d'alarme, en particulier le bêta-farnesène, sont libérées des cornicules. Ces phéromones provoquent plusieurs modifications du comportement qui, selon l'espèce de puceron, peuvent inclure la fuite et la chute de la plante hôte ou inciter les pucerons à produire une progéniture ailée qui peut quitter la plante hôte à la recherche d'un site d'alimentation plus sûr. Les infections virales, qui peuvent être extrêmement nocives pour les pucerons, peuvent également conduire à la production d'une progéniture ailée. Par exemple, l'infection par ambidensovirus a un impact négatif sur la reproduction du puceron cendré du pommier (Dysaphis plantaginea), mais contribue au développement de pucerons ailés, qui peuvent transmettre le virus plus facilement à de nouvelles plantes hôtes. De plus, les bactéries symbiotiques qui vivent à l'intérieur des pucerons peuvent également modifier les stratégies de reproduction des pucerons en fonction de l'exposition aux facteurs de stress environnementaux.
À l'automne, les espèces de pucerons qui changent d'hôte (hétéroécique) produisent une génération ailée spéciale qui vole vers différentes plantes hôtes pour la partie sexuelle de leur cycle de vie. Des formes sexuées mâles et femelles non volantes sont produites et pondent des œufs. Certaines espèces comme le puceron noir de la fève (Aphis fabae), grand puceron du blé (Metopolophium dirhodum), puceron vert du pêcher (Myzus persicae) et puceron vert de l'avoine (Rhopalosiphum padi) sont de sérieux parasites. Ils passent l'hiver sur les hôtes primaires tels que des arbres ou des buissons et, en été, ils migrent vers leur hôte secondaire, une plante herbacée, souvent une culture, puis les gynopares reviennent sur l'arbre en automne. Un autre exemple est le puceron du soja (Aphis glycines). À l'approche de l'automne, les plants de soja commencent à sénescérer de bas en haut. Les pucerons sont poussés vers le haut et commencent à produire des formes ailées, d'abord des femelles et ensuite des mâles, qui s'envolent vers l'hôte principal, le nerprun (Rhamnus). Là, ils s'accouplent et passent l'hiver sous forme d'œufs.

### Régime alimentaire
De nombreuses espèces de pucerons sont monophages (c'est-à-dire qu'elles se nourrissent d'une seule espèce de plante). D'autres, comme le puceron vert du pêcher, se nourrissent de centaines d'espèces de plantes appartenant à de nombreuses familles. Environ 10 % des espèces se nourrissent de différentes plantes à différentes périodes de l'année.
Une nouvelle plante hôte est choisie par un adulte ailé à l'aide de repères visuels, puis par olfaction à l'aide de ses antennes ; si la plante sent bon, l'action suivante consiste à sonder la surface à l'atterrissage. Le stylet est inséré et de la salive est sécrétée. La sève est prélevée, le xylème peut être goûté et enfin le phloème est testé. La salive de puceron peut inhiber les mécanismes de scellage du phloème et possède des pectinases qui facilitent la pénétration. Les plantes inaptes à être hôtes peuvent être rejetées à n'importe quel stade de la sonde, mais le transfert des virus se produit très tôt dans le processus d'investigation, au moment de l'introduction de la salive, de sorte que les plantes non-hôtes peuvent être infectées.
Les pucerons se nourrissent généralement de manière passive de la sève des vaisseaux du phloème des plantes, comme le font de nombreux autres hémiptères tels que les cochenilles et les cigales. Une fois qu'un vaisseau de phloème est perforé, la sève, qui est sous pression, est forcée dans le canal alimentaire du puceron. De temps en temps, les pucerons ingèrent également la sève du xylème, qui est un régime plus dilué que la sève du phloème car les concentrations de sucres et d'acides aminés sont de 1 % de celles du phloème,. La sève du xylème est sous pression hydrostatique négative et nécessite une succion active, ce qui suggère un rôle important dans la physiologie du puceron. Comme l'ingestion de sève de xylème a été observée après une période de déshydratation, on pense que les pucerons la consomment pour reconstituer leur équilibre en eau ; la consommation de la sève diluée du xylème permettant aux pucerons de se réhydrater. Cependant, des données récentes ont montré que les pucerons consomment plus de sève de xylème que prévu et qu'ils le font notamment lorsqu'ils ne sont pas déshydratés et que leur fécondité diminue. Cela suggère que les pucerons, et potentiellement toutes les espèces de l'ordre des hémiptères qui se nourrissent de sève de phloème, consomment de la sève de xylème pour des raisons autres que la reconstitution de l'équilibre hydrique. Bien que les pucerons absorbent passivement la sève de phloème, qui est sous pression, ils peuvent également aspirer du liquide à une pression négative ou atmosphérique en utilisant le mécanisme de pompe cibarienne et pharyngée présent dans leur tête.

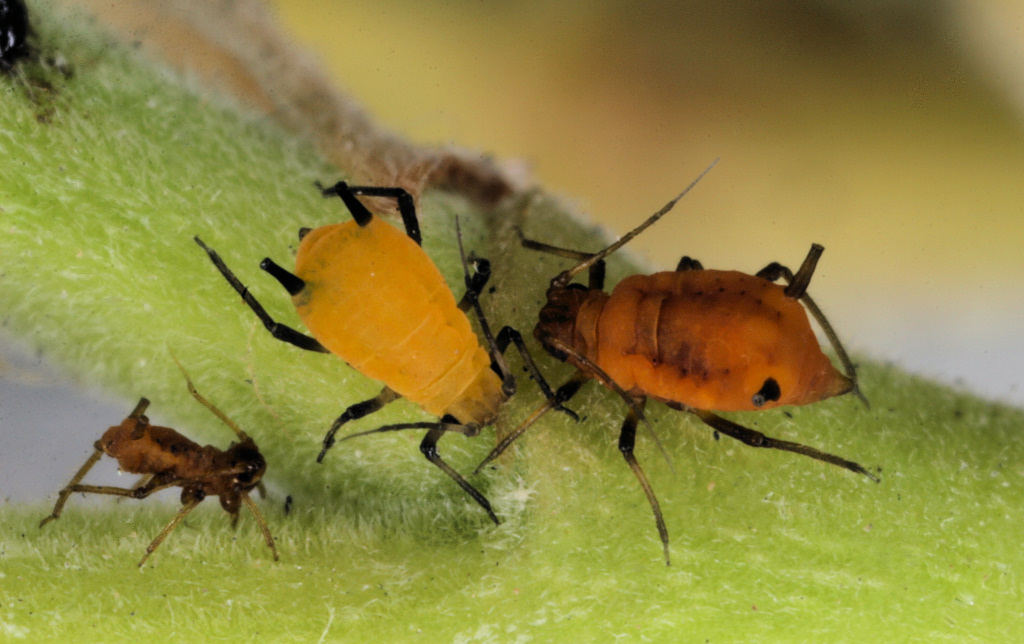
Des pucerons suçant la sève d'une plante.

La consommation de sève du xylème peut être liée à l'osmorégulation. Une pression osmotique élevée dans l'estomac, causée par une forte concentration de saccharose, peut entraîner un transfert d'eau de l'hémolymphe vers l'estomac, ce qui entraîne un stress hyperosmotique et finalement la mort de l'insecte. Les pucerons évitent ce sort en effectuant une osmorégulation par le biais de plusieurs processus. La concentration de saccharose est directement réduite en assimilant le saccharose vers le métabolisme et en synthétisant des oligosaccharides à partir de plusieurs molécules de saccharose, réduisant ainsi la concentration de soluté et par conséquent la pression osmotique,. Les oligosaccharides sont ensuite excrétés par le miellat, ce qui explique sa forte concentration en sucre, qui peut ensuite être utilisé par d'autres animaux comme les fourmis. De plus, l'eau est transférée de l'intestin postérieur, où la pression osmotique a déjà été réduite, à l'estomac pour diluer le contenu de l'estomac. Tous ces processus fonctionnent en synergie et permettent aux pucerons de se nourrir de sève végétale à forte concentration en saccharose, ainsi que de s'adapter aux différentes concentrations de saccharose.
La sève végétale est un régime alimentaire déséquilibré pour les pucerons, car elle manque d'acides aminés essentiels, que les pucerons, comme tous les animaux, ne peuvent pas synthétiser, et possède une pression osmotique élevée en raison de sa forte concentration en saccharose,. Les acides aminés essentiels sont fournis aux pucerons par des endosymbiotes bactériens, hébergés dans des cellules spéciales, les bactériocytes. Ces symbiontes recyclent le glutamate, un déchet métabolique de leur hôte, en acides aminés essentiels,.

### Socialité
Certains pucerons présentent certains traits de l'eusocialité, rejoignant des insectes tels que les fourmis, les abeilles et les termites. Cependant, il existe des différences entre ces insectes sociaux sexuels et les pucerons clonaux, qui descendent tous d'une seule femelle parthénogénétiquement et partagent un génome identique. Une cinquantaine d'espèces de pucerons, réparties dans les familles parentes Pemphigidae et Hormaphididae, tous deux des espèces qui alternent entre leurs plantes hôtes, ont une forme défensive. Il s'agit d'espèces créatrices de galle, la colonie vivant et se nourrissant à l'intérieur d'une galle qu'elle forme dans les tissus de l'hôte. Au sein de la population clonale de ces pucerons, il peut y avoir un certain nombre de morphologies distinctes, ce qui pose les bases d'une éventuelle spécialisation des individus ; dans ce cas une caste défensive. La morphologie des soldats est principalement des premier et deuxième stades, le troisième stade étant impliqué pour les espèces Eriosoma moriokense, les seuls soldats adultes connus étant de l'espèce Smythurodes betae. Les pattes arrière des soldats sont pourvues de griffes, fortement sclérosées et leurs stylets sont robustes, permettant de rompre et d'écraser les petits prédateurs. Les soldats larvaires sont des individus altruistes, incapables d'avancer vers les adultes reproducteurs mais agissant en permanence dans l'intérêt de la colonie. Une autre exigence pour le développement de la socialité est fournie par la galle, qui représente une maison coloniale à défendre des prédateurs.
Les soldats de colonies de pucerons de galle s'occupent également de nettoyer la colonie. Le miellat sécrété par les pucerons est enrobé dans une cire en poudre pour former des « billes liquides » que les soldats font rouler hors de la galle par de petits orifices,. Les pucerons qui forment des galles fermées utilisent le système vasculaire de la plante comme plomberie : les surfaces intérieures des galles sont très absorbantes et les déchets sont absorbés et emportés par la plante.

### Caroténoïdes et photohétérotrophie
Certaines espèces de pucerons ont acquis la capacité de synthétiser des caroténoïdes rouges par transfert horizontal de gènes à partir de Fungi. Ils sont les seuls animaux autres que le tétranyque tisserand (Tetranychus urticae) et le frelon oriental (Vespa orientalis) à posséder cette capacité. En utilisant leurs caroténoïdes, les pucerons pourraient bien être capables d'absorber l'énergie solaire et de la convertir en une forme que leurs cellules peuvent utiliser, l'ATP. C'est le seul exemple connu de photohétérotrophie chez les animaux. Les pigments de carotène des pucerons forment une couche proche de la surface de la cuticule, idéalement placée pour absorber la lumière du soleil. Les caroténoïdes excités semblent réduire le NAD en NADH qui est oxydé dans les mitochondries pour produire de l'énergie.

## Interactions biologiques

### Mutualisme avec les fourmis

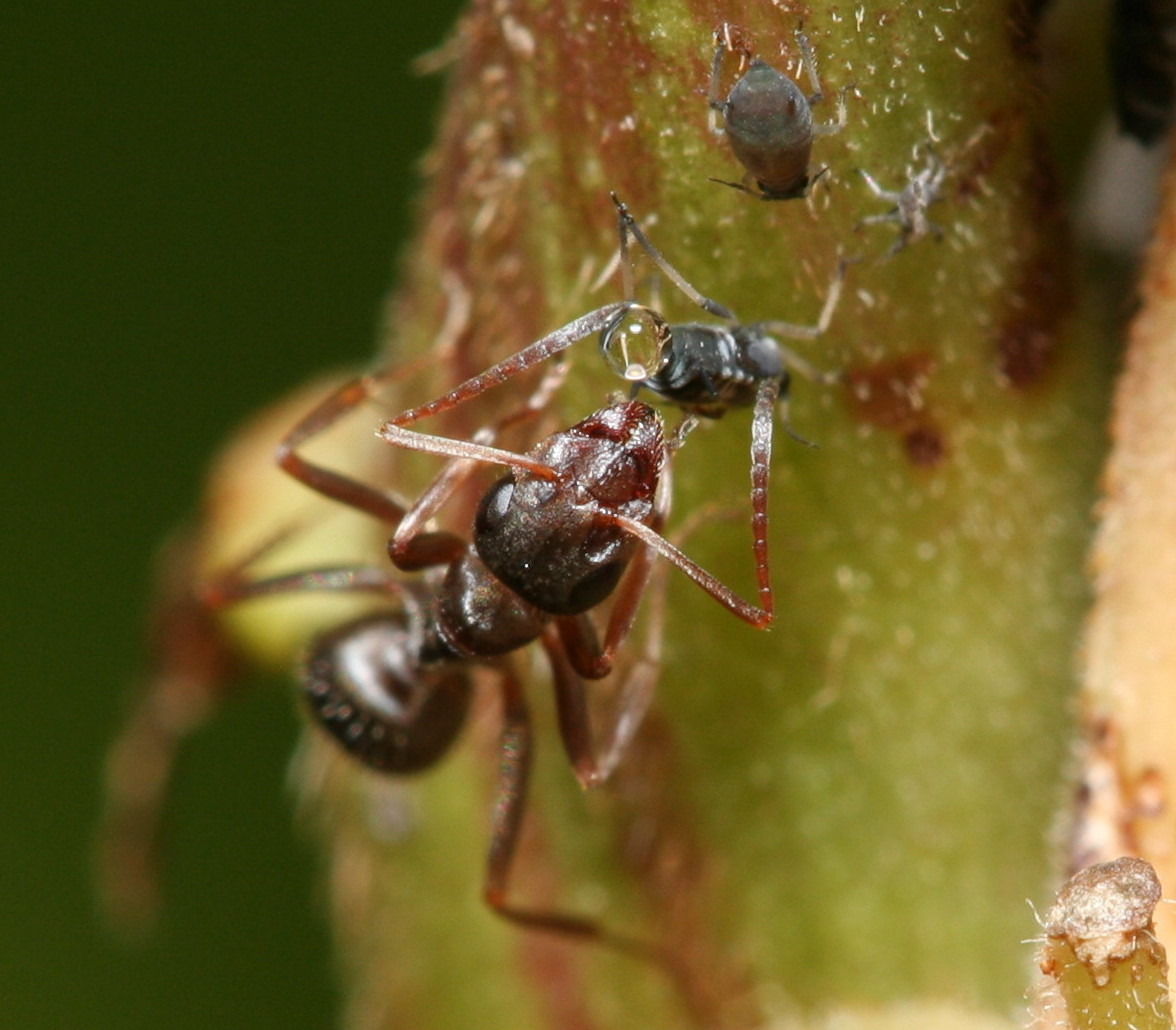
Fourmi extrayant du miellat d'un puceron.

Certaines espèces de fourmis élèvent des pucerons, les protégeant sur les plantes où ils se nourrissent, et consommant le miellat que les pucerons libèrent à l'extrémité de leurs canaux alimentaires. Il s'agit d'une relation mutualiste, les fourmis trayant les pucerons en les caressant avec leurs antennes,. Bien que mutualiste, le comportement alimentaire des pucerons est modifié par la présence des fourmis. Les pucerons fréquentés par les fourmis ont tendance à augmenter la production de miellat en petites gouttes avec une plus grande concentration d'acides aminés.
Certaines espèces de fourmis recueillent et stockent les œufs de pucerons dans leurs nids pendant l'hiver. Au printemps, les fourmis ramènent les pucerons nouvellement éclos aux plantes. Certaines espèces de fourmis laitières, comme la fourmi jaune (Lasius flavus), gèrent de grands troupeaux de pucerons qui se nourrissent des racines des plantes de la colonie de fourmis. Les reines qui partent pour fonder une nouvelle colonie prennent un œuf de puceron pour fonder un nouveau troupeau de pucerons souterrains dans la nouvelle colonie. Ces fourmis d'élevage protègent les pucerons en luttant contre les prédateurs de pucerons.

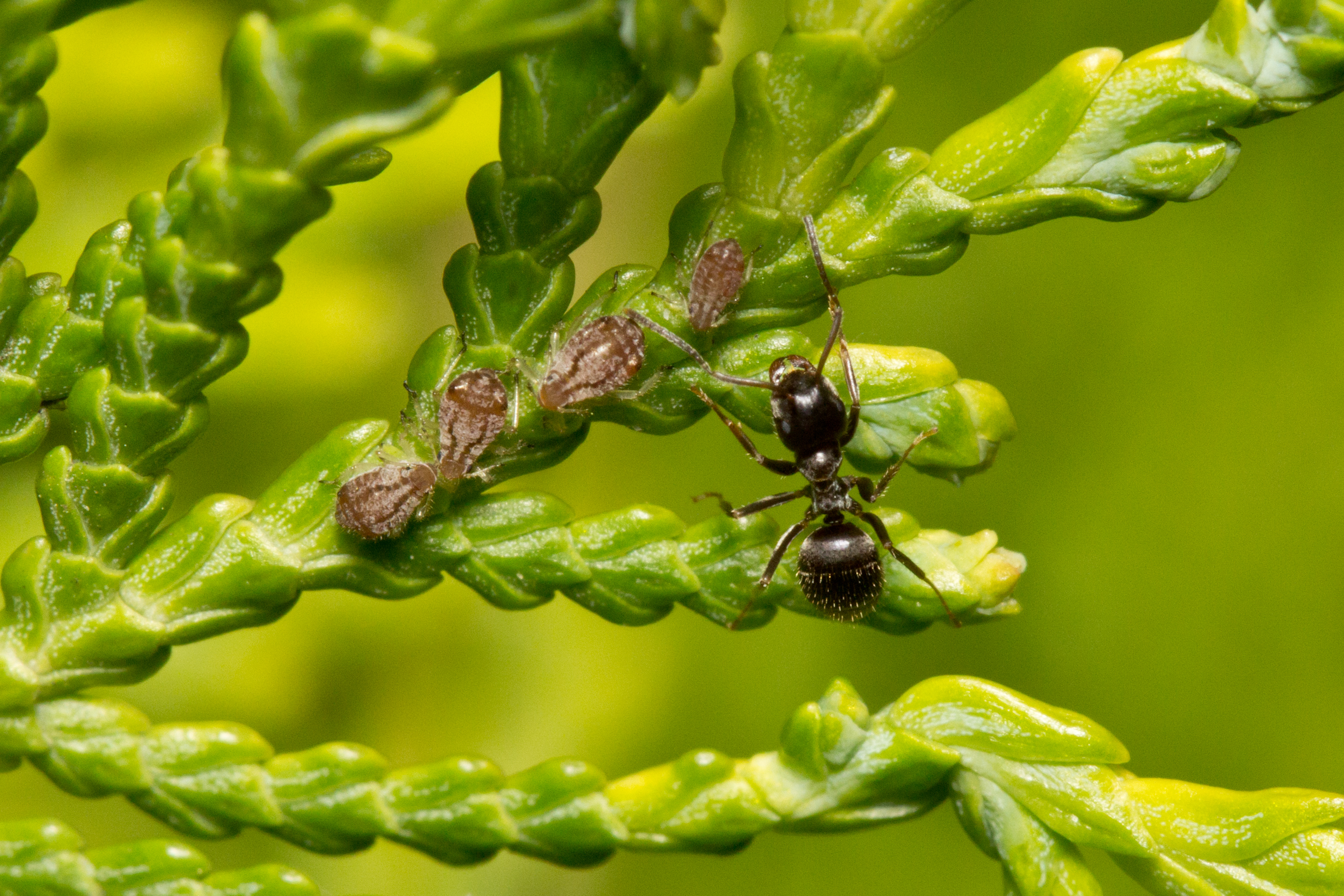
Une fourmi (Lasius niger) gardant des pucerons (Cinara tujafilina).

Une variation intéressante dans les relations entre les fourmis et les pucerons concerne les papillons lycénidés et les fourmis Myrmica. Par exemple, les papillons Niphanda fusca pondent des œufs sur des plantes où des fourmis s'occupent de troupeaux de pucerons, puis ces œufs éclosent sous forme de chenilles. Celles-ci se nourrissent alors des pucerons, les fourmis ne défendant pas leurs élevages car les chenilles produisent une phéromone qui les trompe. Enfin, pensant que les chenilles sont des fourmis, ces dernières les transportent dans leur nid. Une fois sur place, les fourmis nourrissent les chenilles qui, en retour, produisent du miellat pour les fourmis. Lorsque les chenilles atteignent leur taille maximale, elles rampent jusqu'à l'entrée de la colonie et forment un cocon. Au bout de deux semaines, les papillons adultes émergent et prennent leur envol. À ce stade, les fourmis agressent les papillons, mais ces derniers ont sur les ailes une substance collante ressemblant à de la laine qui désactive les mâchoires des fourmis, ce qui permet aux papillons de s'envoler sans être blessés. Certaines abeilles qui vivent dans des forêts de conifères collectent le miellat des pucerons pour en faire du miel de forêt.
Un puceron imitant la fourmi, le Paracletus cimiciformis, a développé une stratégie complexe impliquant deux morphes et des fourmis Tetramorium. Les pucerons à forme ronde sont cultivés par les fourmis, comme c'est le cas pour de nombreux autres pucerons. Les pucerons à morphologie plate sont des imitateurs agressifs avec une stratégie de « loup déguisé en mouton » : ils ont des hydrocarbures dans leur cuticule qui imitent ceux des fourmis. Les confondants avec des larves, les fourmis les transportent dans la chambre à couvain du nid de fourmis et les élèvent comme des larves de fourmis. Une fois sur place, les pucerons à morphologie plate se comportent comme des prédateurs, buvant les fluides corporels des larves de fourmis.

### Prédateurs
Les pucerons sont mangés par de nombreux oiseaux et insectes. Dans une étude réalisée dans une ferme de Caroline du Nord, six espèces de passereaux ont consommé à elles seules près d'un million de pucerons par jour, les principaux prédateurs étant le chardonneret jaune (Spinus tristis), dont les pucerons constituent 83 % de l'alimentation, et le bruant vespéral (Pooecetes gramineus). Les insectes qui s'attaquent aux pucerons comprennent les adultes et les larves de coccinelles, les larves de Syrphidae, les guêpes parasitoïdes, les larves de cécidomyie du puceron (Aphidoletes aphidimyza), les larves de Chrysopidae, et les arachnides comme les araignées-crabes. Parmi les coccinelles, Myzia oblongoguttata, qui est spécialisée, se nourrit uniquement de pucerons des conifères, tandis que la coccinelle à deux points (Adalia bipunctata) et la coccinelle à sept points (Coccinella septempunctata) sont généralistes et se nourrissent d'un grand nombre d'espèces. Les coccinelles pondent leurs œufs par lots, chaque femelle en pondant plusieurs centaines. Les Syrphidae femelles pondent plusieurs milliers d'œufs. Les adultes se nourrissent de pollen et de nectar, mais les larves se nourrissent voracement de pucerons ; le syrphe des corolles (Eupeodes corollae) adapte le nombre d'œufs pondus à la taille de la colonie de pucerons.
Les pucerons sont souvent infectés par des bactéries, des virus et des champignons. Ils sont affectés par les conditions météorologiques, telles que les précipitations, la température et le vent,,. Parmi les champignons qui s'attaquent aux pucerons se trouvent Neozygites fresenii, Entomophthora, Beauveria bassiana, Metarhizium anisopliae et des champignons entomopathogènes tels que Lecanicillium lecanii. Lorsqu'un puceron frôle les spores microscopiques du champignon, celles-ci collent au puceron, germent et pénètrent dans sa peau. Le champignon se développe dans l'hémolymphe du puceron. Au bout de trois jours environ, le puceron meurt et le champignon libère d'autres spores dans l'air. Les pucerons infectés sont recouverts d'une masse laineuse qui s'épaissit progressivement jusqu'à ce que le puceron soit caché. Souvent, le champignon visible n'est pas celui qui a tué le puceron, mais une infection secondaire.
Les pucerons peuvent être facilement tués par des conditions météorologiques défavorables, comme les gels printaniers tardifs. Une chaleur excessive tue les bactéries symbiotiques dont dépendent certains pucerons, ce qui les rend stériles. La pluie empêche les pucerons ailés de se disperser et les fait tomber des plantes, les tuant ainsi sous l'impact ou par famine,,. Ce n'est cependant pas une méthode efficace pour se débarrasser de pucerons.

Les prédateurs des pucerons
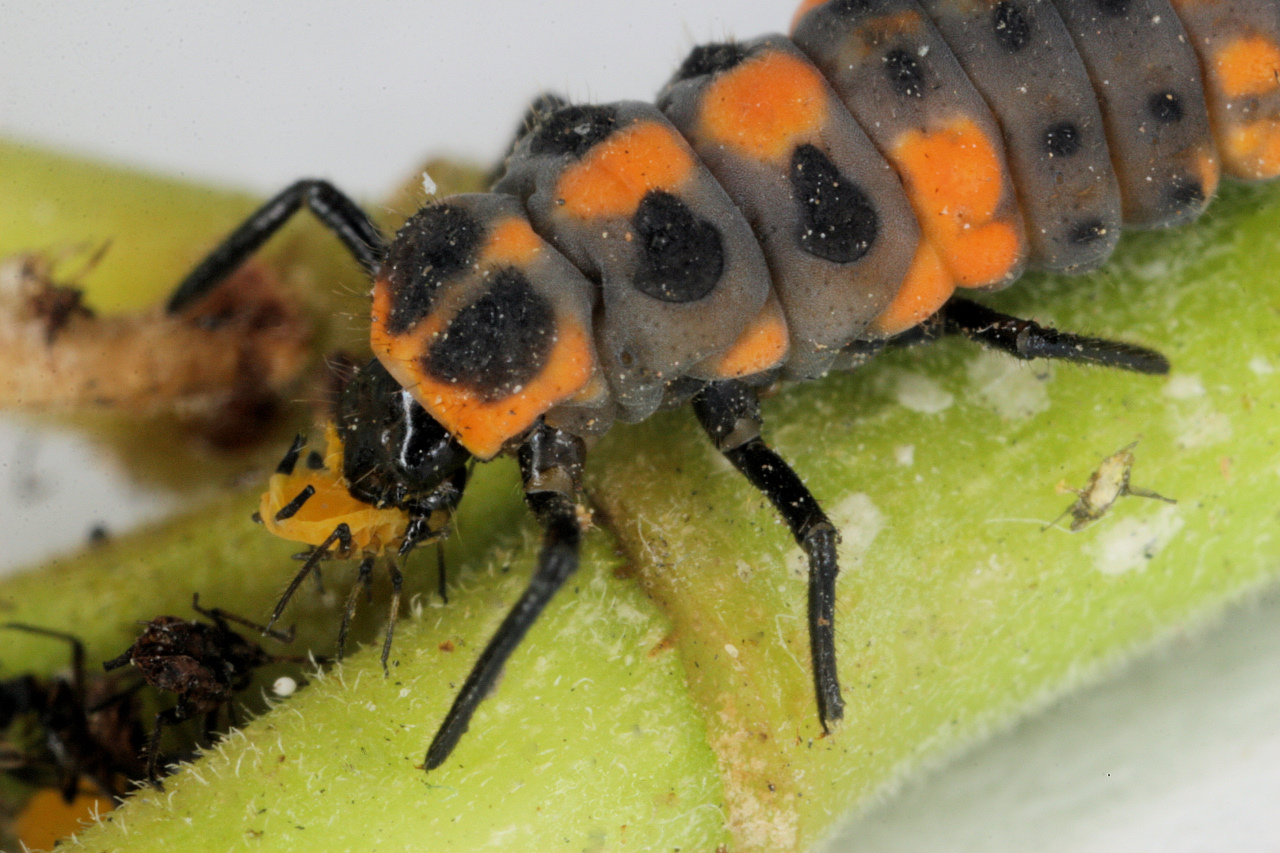
Larve de coccinelles.
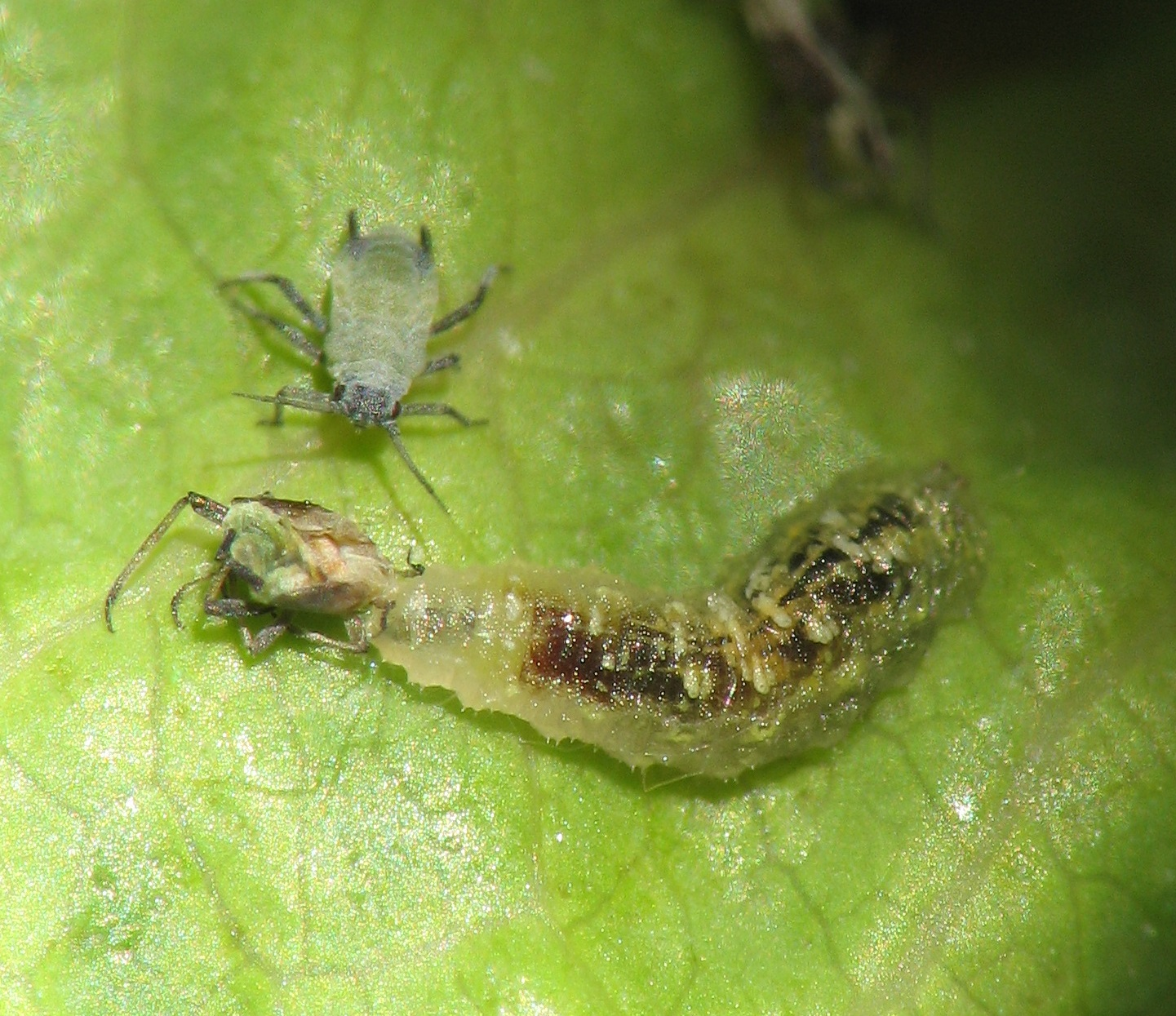
Larve de Syrphidae.
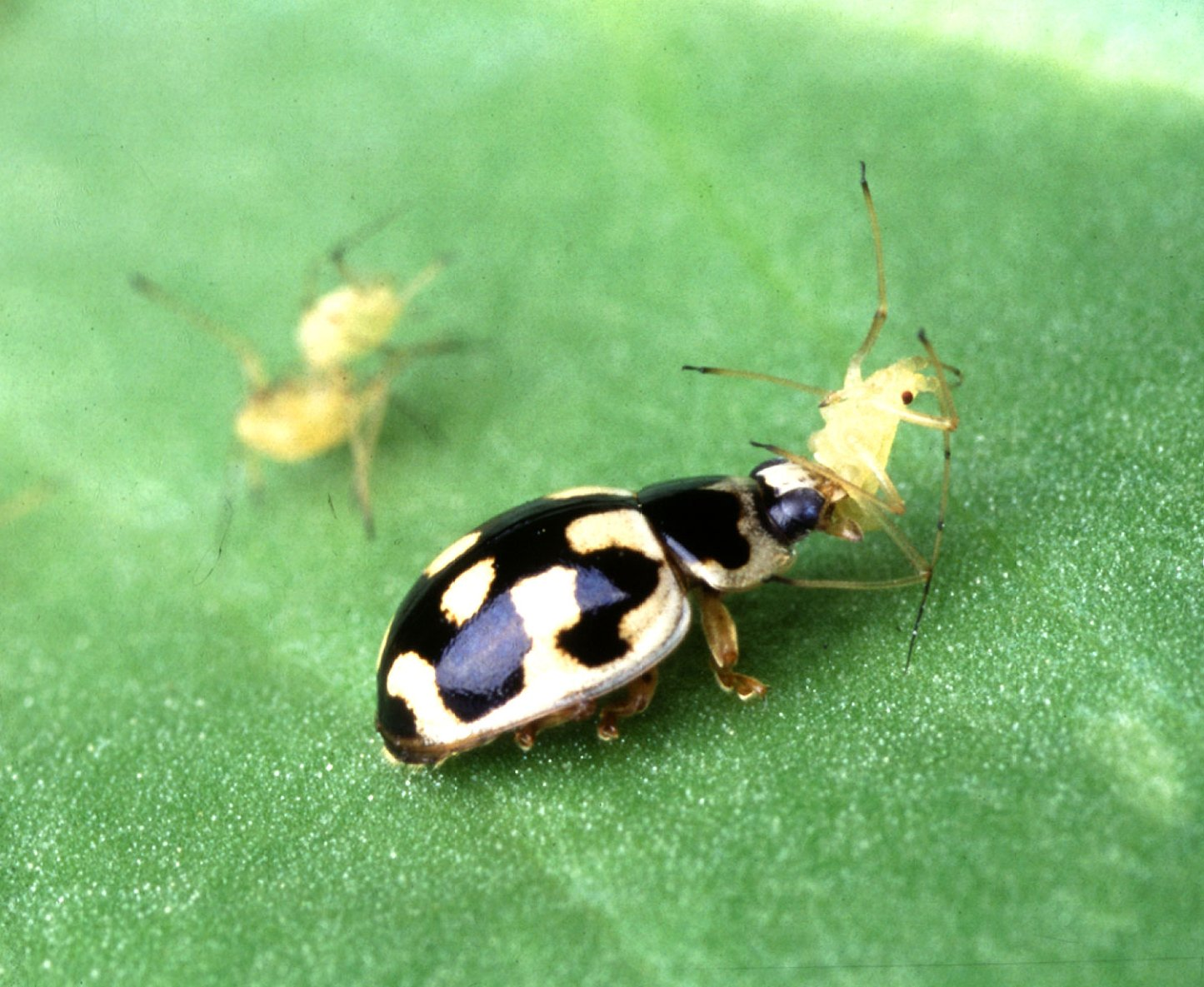
Coccinelle à damier.
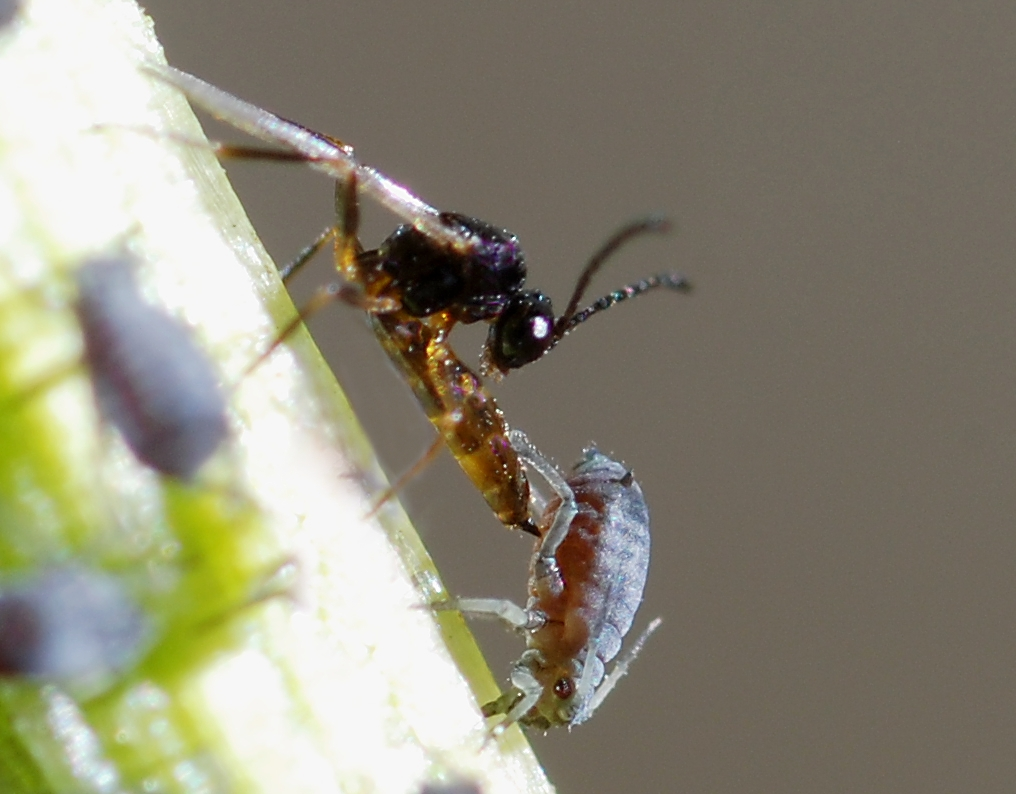
Braconides pondant un œuf dans un puceron.
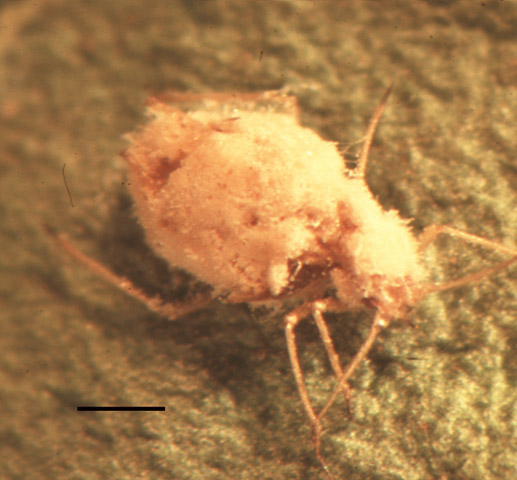
Puceron vert du pêcher tué par le Pandora neoaphidis.

### Protection contre les prédateurs

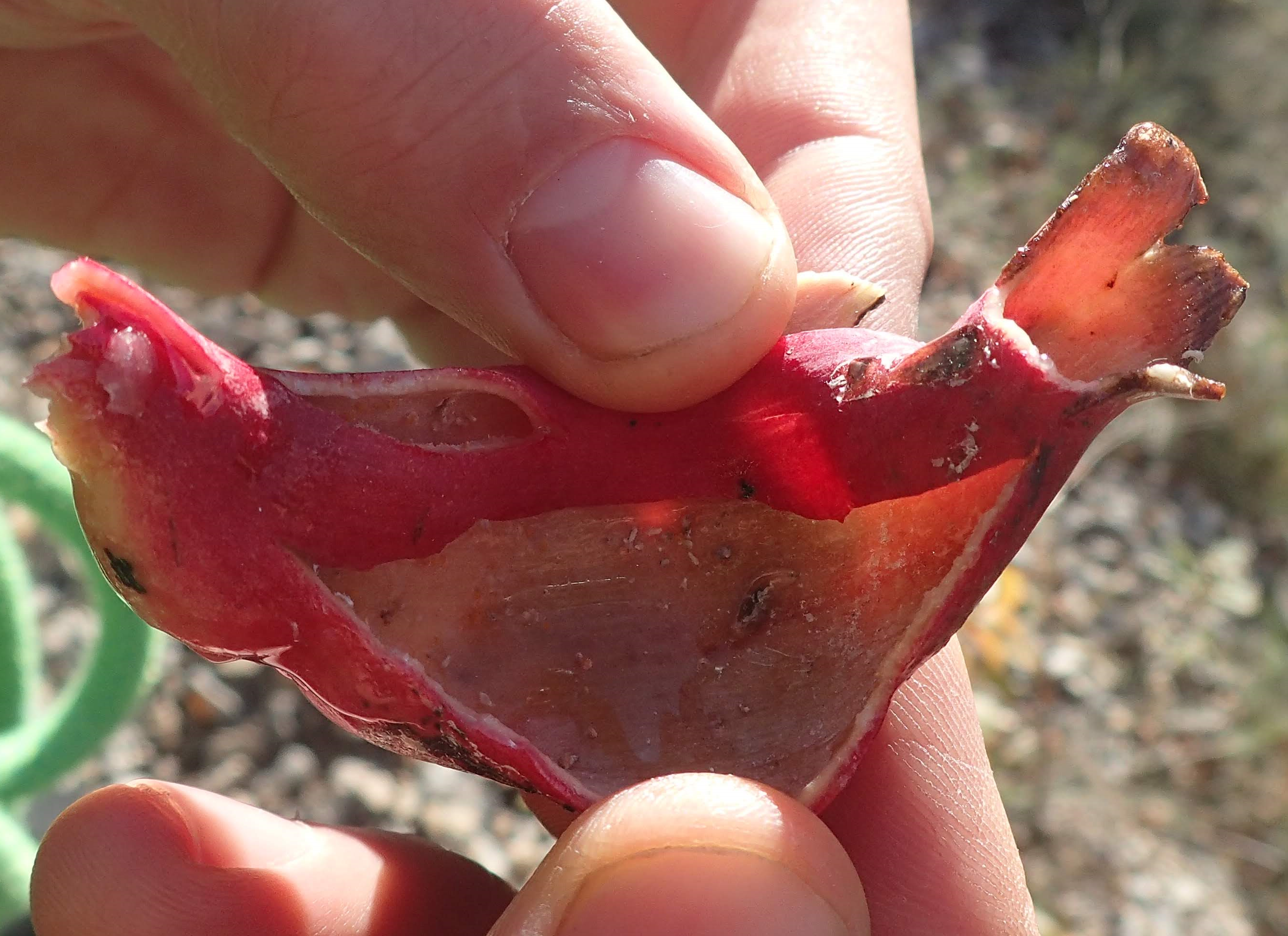
Galle ouverte transversalement. On y observe à l'intérieur des amas de points blancs, correspondant aux pucerons.

La plupart des pucerons sont peu protégés des prédateurs. Certaines espèces interagissent avec les tissus végétaux en formant une galle, un gonflement anormal des tissus végétaux. Les pucerons peuvent vivre à l'intérieur de la galle, ce qui les protège contre les prédateurs et les changements météorologiques. Un certain nombre d'espèces de pucerons vivant dans des galles sont connues pour produire des formes spécialisées de « soldat », des nymphes stériles dotées de caractéristiques défensives qui protègent la galle contre les invasions,,. Par exemple, les pucerons cornus d'Alexandre sont un type de puceron soldat qui possède un exosquelette dur et des pièces buccales en forme de pince(p140). Un puceron laineux, Colophina clematis, possède des larves de premier stade « soldat » qui protègent la colonie de pucerons, tuant les larves de coccinelles, de syrphes et de Anthocoris nemoralis en grimpant sur elles et en y insérant leurs stylets.
Bien que les pucerons ne puissent pas voler pendant la majeure partie de leur cycle de vie, ils peuvent échapper aux prédateurs et à l'ingestion accidentelle par des herbivores en se détachant de la plante hôte et en se jetant au sol. D'autres espèces utilisent le sol comme protection permanente, se nourrissant du système vasculaire des racines et restant sous terre toute leur vie. Elles sont souvent prises en charge par des fourmis pour le miellat qu'elles produisent, et sont transportées de plante en plante par les fourmis à travers leurs tunnels.
Certaines espèces de pucerons, appelées « pucerons lanigères » (Eriosomatinae), excrètent une « couche de cire pelucheuse » pour se protéger. Le puceron cendré du chou (Brevicoryne brassicae) séquestre les métabolites secondaires de son hôte, les stocke et libère des produits chimiques qui produisent une réaction chimique violente et une forte odeur d'huile de moutarde pour repousser les prédateurs. On pense que les peptides produits par les pucerons, les Thaumatines, leur confèrent une résistance à certains champignons.
Il était courant à une époque de suggérer que les cornicules étaient à l'origine du miellat, ce qui a même été repris dans le Shorter Oxford English Dictionary et dans l'édition 2008 de la World Book Encyclopedia,. En fait, les sécrétions du miellat sont produites à partir de l'anus du puceron, alors que les cornicules produisent surtout des produits chimiques défensifs sous forme de cire. Il est également prouvé que la cire des cornicules attire dans certains cas les prédateurs des pucerons.
Certains clones d'Aphis craccivora sont suffisamment toxiques pour la coccinelle asiatique (Harmonia axyridis), prédateur dominant, pour la supprimer localement, en favorisant d'autres espèces de coccinelles ; la toxicité est dans ce cas étroitement spécifique à l'espèce prédatrice dominante.

### Parasitoïdes
Les pucerons servent d'hôtes à un grand nombre de parasitoïdes, dont beaucoup sont de très petites guêpes parasitoïdes (environ 2,5 mm de long). Par exemple, une espèce de puceron, Aphis ruborum, sert d'hôte pour au moins 12 espèces de guêpes parasitoïdes. Les parasitoïdes sont étudiés de manière intensive en tant qu'agents de contrôle biologique, et beaucoup sont utilisés commercialement à cette fin.

### Interactions pucerons-plantes

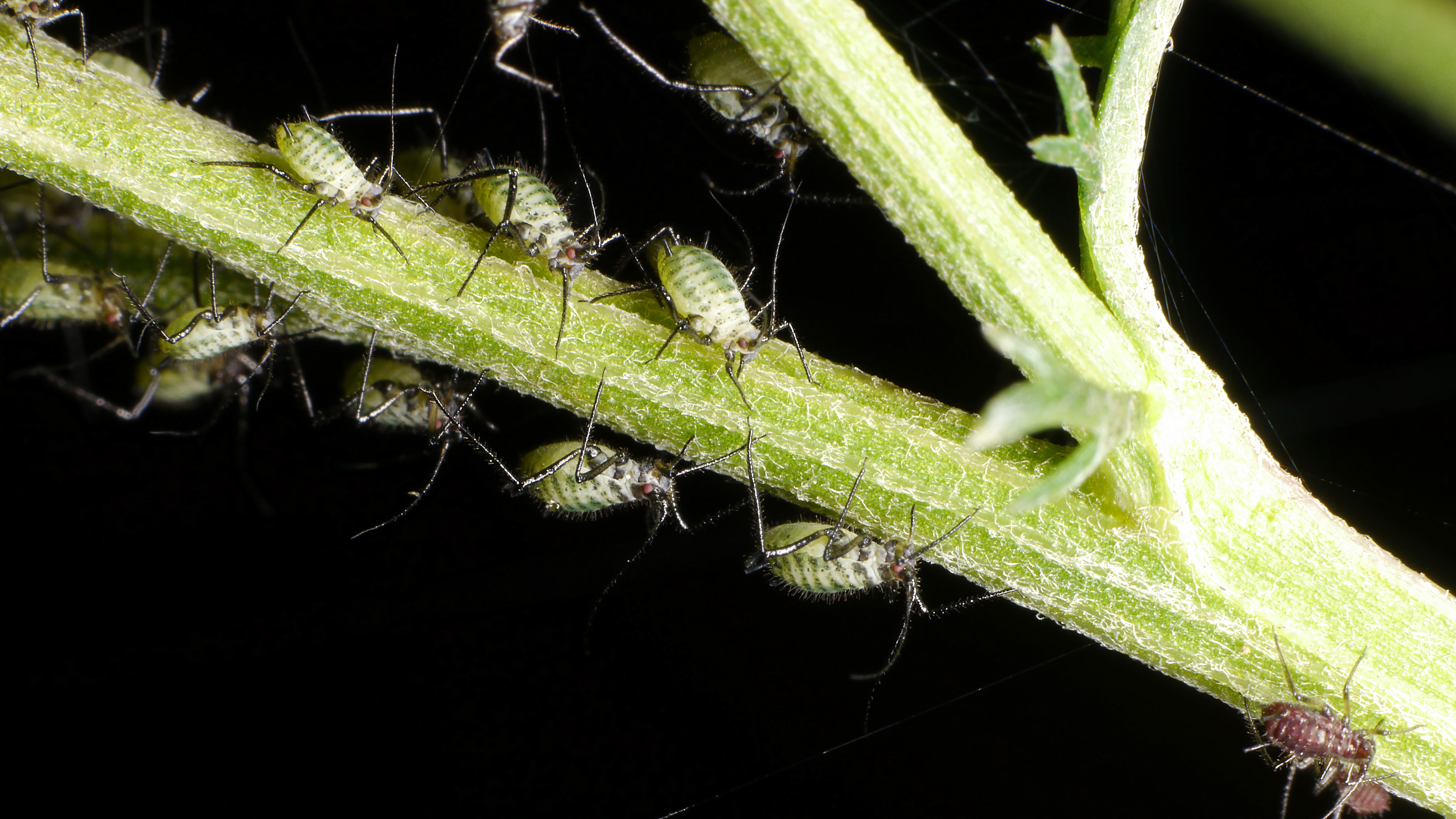
Des pucerons sur une plante hôte.

Les plantes mettent en place des défenses locales et systémiques contre les attaques de pucerons. Les jeunes feuilles de certaines plantes contiennent des produits chimiques qui découragent les attaques, tandis que les feuilles plus âgées ont perdu cette résistance. Chez d'autres espèces de plantes, la résistance est acquise par les tissus plus âgés et les jeunes pousses sont vulnérables. Il a été démontré que les produits volatils provenant d'oignons intercalés préviennent l'attaque des pucerons sur les plants de pommes de terre adjacents en encourageant la production de terpénoïdes, un avantage exploité dans la pratique de la permaculture, tandis que les plants voisins infestés présentent une croissance accrue des racines au détriment de l'extension des parties aériennes. La pomme de terre sauvage Solanum berthaultii produit une phéromone d'alarme pour les pucerons, (E)-β-farnésène, comme une allomone, qui sert à repousser les attaques ; elle repousse efficacement le puceron vert du pêcher (Myzus persicae) à une distance pouvant atteindre 3 millimètres. Solanum berthaultii et d'autres espèces de pommes de terre sauvages possèdent une autre défense anti-puceron sous la forme de poils glandulaires qui, lorsqu'ils sont brisés par les pucerons, libèrent un liquide collant qui peut immobiliser quelque 30 % des pucerons infestant une plante.

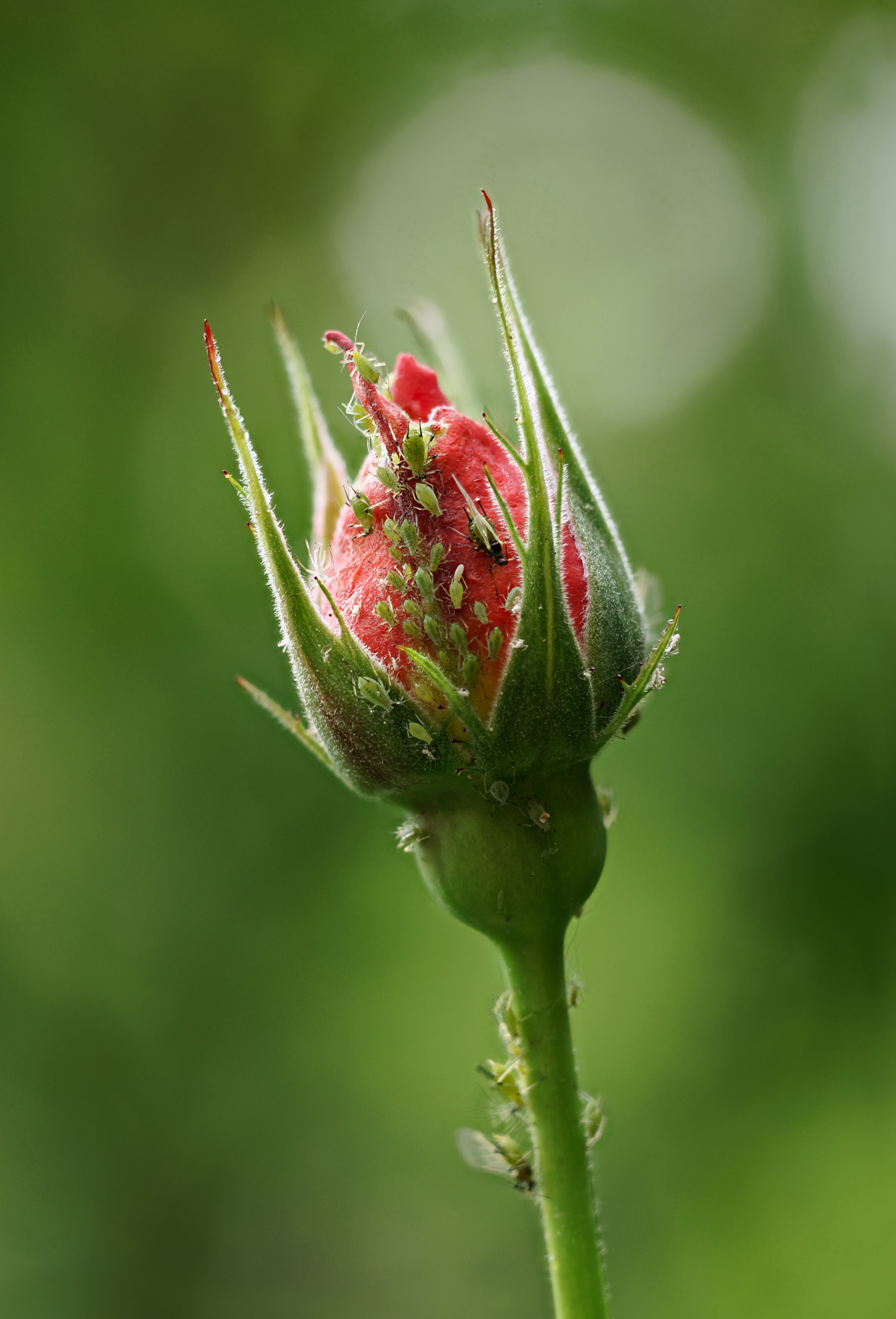
Puceron vert du rosier (Macrosiphum rosae) sur un rosier (Rosa).

Les plantes endommagées par des pucerons peuvent présenter divers symptômes, tels qu'une diminution du taux de croissance, des feuilles tachetées, un jaunissement, un retard de croissance, des feuilles enroulées, un brunissement, un flétrissement, de faibles rendements et la mort. L'élimination de la sève crée un manque de vigueur, et la salive des pucerons est toxique pour les plantes. Les pucerons transmettent fréquemment des virus végétaux à leurs hôtes, comme les pommes de terre, les céréales, les betteraves sucrières et les agrumes. Le puceron vert du pêcher (Myzus persicae) est un vecteur de plus de 110 virus végétaux. Les pucerons du cotonnier (Aphis gossypii) infectent souvent la canne à sucre, la papaye et les arachides avec des virus. Pour les plantes qui produisent le phytoestrogène coumestrol, comme la luzerne (Medicago), les dommages causés par les pucerons sont liés à des concentrations plus élevées de coumestrol.
L'enrobage des plantes avec du miellat peut contribuer à la propagation de champignons qui peuvent les endommager,. Il a été observé que le miellat produit par les pucerons réduit également l'efficacité des fongicides.
Une hypothèse selon laquelle l'alimentation des pucerons pourrait améliorer la santé des plantes a été émise au milieu des années 1970 par Owen et Wiegert. Ils pensaient que l'excès de miellat nourrissait les micro-organismes du sol, notamment les fixateurs d'azote. Dans un environnement pauvre en azote, cela pourrait donner un avantage à une plante infestée par rapport à une plante non infestée, toutefois, cela ne semble pas être étayé par les observations.

### Endosymbiose bactérienne
L'endosymbiose avec des micro-organismes est courante chez les insectes ; plus de 10 % des espèces d'insectes dépendant de bactéries intracellulaires pour leur développement et leur survie. Les pucerons hébergent une symbiose obligatoire transmise verticalement (du parent à sa progéniture) avec Buchnera aphidicola, le symbiote primaire, à l'intérieur de cellules spécialisées, les bactériocytes. Cinq des gènes de la bactérie ont été transférés au puceron. On estime que l'association initiale a pu se produire chez un ancêtre commun il y a 160 à 280 millions d'années et a permis aux pucerons d'exploiter une nouvelle niche écologique en se nourrissant de phloème de plantes vasculaires. Buchnera aphidicola fournit à son hôte des acides aminés essentiels, qui sont présents en faible concentration dans la sève des plantes. Les métabolites des endosymbiontes sont également excrétés dans le miellat. Les conditions intracellulaires stables, ainsi que l'effet de goulot d'étranglement ressenti lors de la transmission de quelques bactéries de la mère à chaque nymphe, augmentent la probabilité de transmission de mutations et de délétions de gènes,. En conséquence, la taille du génome de Buchnera aphidicola est fortement réduite par rapport à son ancêtre supposé. Malgré la perte apparente de facteurs de transcription dans le génome réduit, l'expression génétique est fortement régulée, comme le montre la variation décuplée des niveaux d'expression entre les différents gènes dans des conditions normales. On pense que la transcription du gène de Buchnera aphidicola, bien que mal comprise, est régulée par un petit nombre de régulateurs de transcription globaux et/ou par les apports en nutriments de l'hôte du puceron.
Certaines colonies de pucerons abritent également des symbiotes bactériens secondaires ou facultatifs. Ceux-ci sont transmis verticalement, et parfois aussi horizontalement (d'une lignée à une autre et éventuellement d'une espèce à une autre),. Jusqu'à présent, seul le rôle de certains des symbiotes secondaires a été décrit ; Regiella insecticola joue un rôle dans la définition de la gamme de plantes hôtes,, Hamiltonella defensa fournit une résistance aux parasitoïdes mais seulement lorsqu'elle est à son tour infectée par le bactériophage APSE,, et Serratia symbiotica prévient les effets délétères de la chaleur.

## Interaction avec l'humain

### Statut de parasite
Environ 5 000 espèces de pucerons ont été décrites et parmi celles-ci, quelque 450 espèces ont colonisé des cultures vivrières et fibreuses. En se nourrissant directement de la sève des plantes, ils endommagent les cultures et réduisent les rendements, mais ils ont un impact plus important en tant que vecteurs de virus végétaux. La transmission de ces virus dépend des mouvements des pucerons entre les différentes parties d'une plante, entre les plantes voisines et plus loin. À cet égard, le comportement de sondage d'un puceron qui goûte un hôte est plus dommageable que l'alimentation du puceron sur le long terme et la reproduction par des individus qui restent sur place. Les mouvements de pucerons influent sur le rythme des épidémies de virus.
On sait que les pucerons, en particulier lors de grandes épidémies, déclenchent des réactions allergiques par inhalation chez les humains sensibles.
La dispersion peut se faire par la marche ou le vol, par appétit ou par migration. Les pucerons ailés sont de faibles voiliers ; ils perdent leurs ailes après quelques jours et ne volent que durant la journée. La dispersion par le vol est affectée par la gravité du vent, les courants d'air, les précipitations et d'autres facteurs. La dispersion peut être accidentelle, causée par le mouvement de matières végétales, d'animaux, de machines agricoles, de véhicules ou d'avions.

### Contrôle

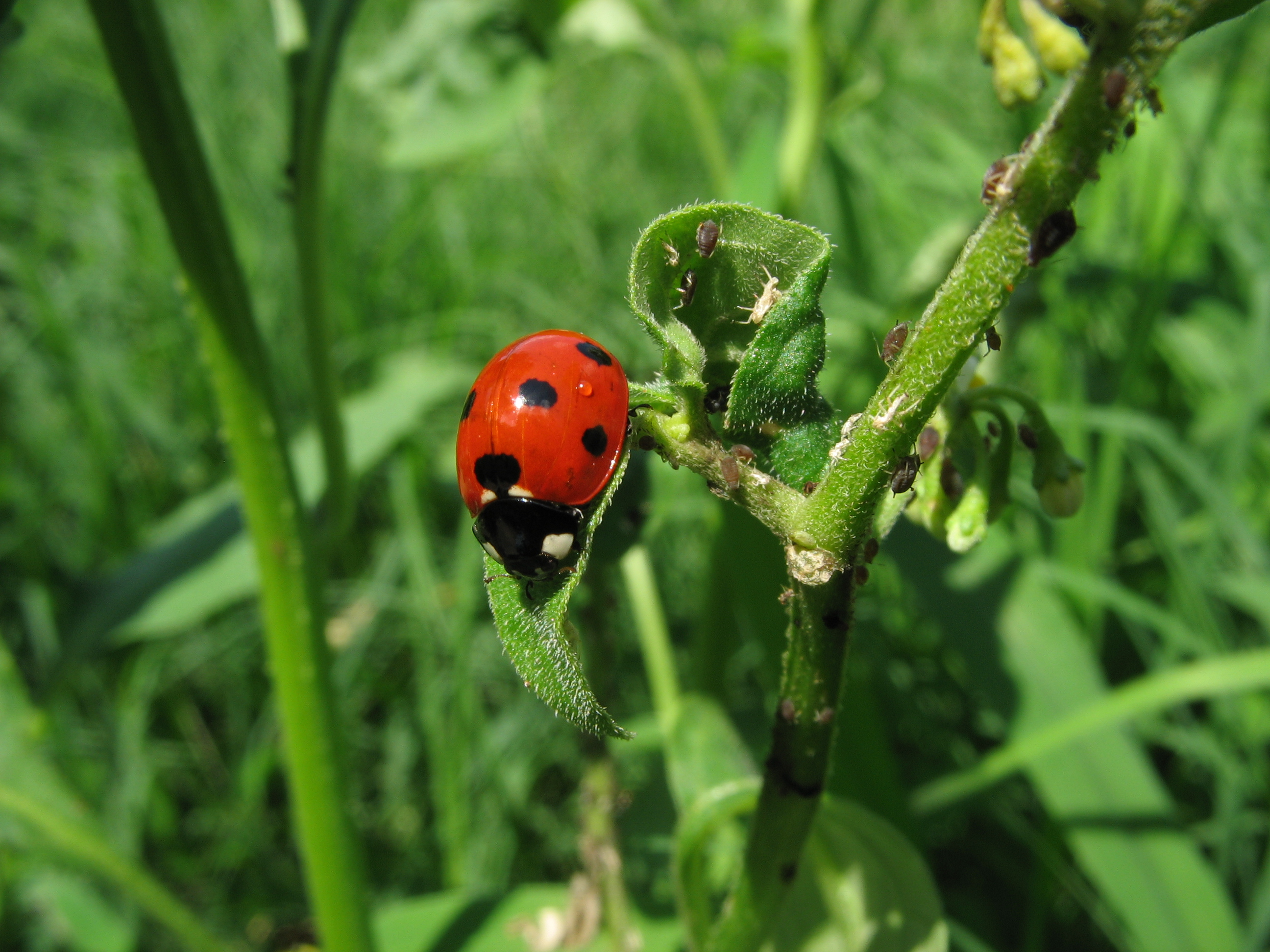
Une coccinelle et des pucerons sur une plante.

La lutte insecticide contre les pucerons est difficile, car ils se reproduisent rapidement, de sorte que même de petites zones manquées peuvent permettre à la population de se rétablir rapidement. Les pucerons peuvent occuper la face inférieure des feuilles, là où la pulvérisation ne les atteint pas, tandis que les traitements systémiques ne se déplacent pas de manière satisfaisante dans les pétales des fleurs. Enfin, certaines espèces de pucerons sont résistantes à des classes d'insecticides courantes, notamment les carbamates, les organophosphates et les pyréthrinoïdes.
Pour les petites infestations de jardin, une pulvérisation complète des plantes avec un jet d'eau puissant tous les quelques jours peut être une protection suffisante. Une solution de savon insecticide, tel que du savon noir, peut être un remède domestique efficace pour lutter contre les pucerons, mais elle ne les tue qu'au contact et n'a pas d'effet résiduel. La pulvérisation de savon peut endommager les plantes, surtout à des concentrations élevées ou à des températures supérieures à 32 °C ; certaines espèces de plantes sont sensibles aux pulvérisations de savon,,.
Les populations de pucerons peuvent être tuées à l'aide de pièges Moericke. Ce sont des récipients jaunes avec de l'eau qui attirent les pucerons. Les pucerons réagissent positivement au vert et leur attirance pour le jaune peut ne pas être une véritable préférence de couleur mais être liée à la luminosité. Leurs récepteurs visuels ont une sensibilité maximale de 440 à 480 nanomètres et sont insensibles dans la région rouge. Volker Moericke a découvert que les pucerons évitaient de se poser sur les revêtements blancs et étaient encore plus repoussés par les surfaces brillantes en aluminium. La lutte intégrée contre les diverses espèces de pucerons peut être réalisée à l'aide d'insecticides biologiques à base de champignons tels que Lecanicillium lecanii, Beauveria bassiana ou Cordyceps fumosorosea. Les champignons sont les principaux agents pathogènes des pucerons ; les entomophthorales peuvent rapidement réduire le nombre de pucerons.
Les agriculteurs biologiques peuvent utiliser en arboriculture et en maraîchage des produits homologués à base de savon de potassium et des insecticides végétaux à base de Neem, pyrêthre, huile de colza ou cassia. Il est aussi utile d'enlever les plantes-hôtes à proximité des cultures attaquées, par exemple le plantain, le rumex et le cerfeuil en cas d'attaque par le puceron cendré du pommier (Dysaphis plantaginea). Les bandes collantes sur les troncs empêchent le passage des fourmis.
Les pucerons peuvent également être contrôlés par le lâcher d'ennemis naturels, en particulier des coccinelles et des guêpes parasitoïdes. Toutefois, comme les coccinelles adultes ont tendance à s'envoler dans les 48 heures suivant le lâcher, sans pondre d'œufs, des applications répétées d'un grand nombre de coccinelles sont nécessaires pour être efficaces,.

### Dans la culture
Les pucerons sont familiers aux agriculteurs et aux jardiniers, principalement en tant que parasites. En août 1774, le naturaliste et ornithologue britannique Gilbert White a décrit une « armée » envahissante de pucerons noirs qui est arrivée dans son village de Selborne, en East Hampshire, dans de « grands nuages », couvrant chaque plante, tandis que pendant l'été exceptionnellement chaud de 1783, White rapporte que le miellat était si abondant qu'il « défigurait et détruisait les beautés de [s]on jardin », bien qu'il ait pensé que les pucerons le consommaient plutôt que de le produire.
L'infestation du sumac chinois (Rhus chinensis) par les pucerons du sumac chinois (Schlechtendalia chinensis) peut créer des « galles chinoises » qui sont valorisées comme un produit commercial. Sous le nom de Galla Chinensis, elles sont utilisées dans la médecine traditionnelle chinoise pour traiter la toux, la diarrhée, les sueurs nocturnes, la dysenterie et pour arrêter les saignements intestinaux et utérins. Les galles chinoises sont également une source importante de tanins.
Les pucerons sont comestibles pour l'homme.